# Lijst van parochies van het bisdom Namen
Het bisdom Namen omvat de parochies in Belgische provincies Namen en Luxemburg. Het bisdom is onderverdeeld in een 30 dekenaten, met daarin meer dan 700 parochies. Daarnaast zijn er nog tientallen hulpparochies en kapelanijen, die van een moederparochie afhankelijk zijn. Een aantal parochies worden telkens gegroepeerd in een "secteur pastorale".
De onderstaande lijst geeft een overzicht van de parochies, hulpparochies en kapelanijen. Per parochie wordt de naam gegeven (dit is ook de naam van de patroonheilige); het dorp, gehucht of wijk dat met de parochie overeenkomt; de administratieve gemeente waarin de parochie (grotendeels) ligt; en de kerk.

## Dekenaat Aarlen
Het dekenaat Aarlen omvat de gemeenten Aarlen en Attert.
| Parochie                                                   | Hoofdparochie                       | Stad/dorp/wijk | Gemeente | Kerk                                      |
| Unité pastorale Autelbas                                   |                                     |                |          |                                           |
| Sint-Aldegondis (Sainte-Aldegonde)                         |                                     | Sterpenich     | Aarlen   |                                           |
| Sint-Willibrordus (Saint-Willibrord)                       |                                     | Barnich        | Aarlen   | Église Saint-Willibrord                   |
| Sint-Laurentius (Saint-Laurent)                            |                                     | Weyler         | Aarlen   |                                           |
| Sint-Niklaas (Saint-Nicolas)                               | Weyler (kapelanij)                  | Autelhaut      | Aarlen   | Chapelle Saint-Nicolas                    |
| Unité pastorale Aarlen                                     |                                     |                |          |                                           |
| Sint-Servatius (Saint-Servais)                             |                                     | Udange         | Aarlen   |                                           |
| Sint-Denijs (Saint-Denis)                                  |                                     | Toernich       | Aarlen   |                                           |
| Sint-Bernardus (Saint-Bernard)                             |                                     | Waltzing       | Aarlen   |                                           |
| Heilig Hart (Sacré-Cœur)                                   | Aarlen - Saint-Donat (hulpparochie) | Spetz          | Aarlen   | Église du Sacré-Cœur                      |
| Sint-Donatus (Saint-Donat)                                 |                                     | Aarlen         | Aarlen   | Église Saint-Donat                        |
| Sint-Valentijn (Saint-Valentin)                            | Aarlen - Saint-Donat (kapelanij)    | Frassem        | Aarlen   |                                           |
| Sint-Maarten (Saint-Martin)                                |                                     | Aarlen         | Aarlen   | Église Saint-Martin                       |
| Sint-Bernardus (Saint-Bernard)                             | Aarlen - Saint-Martin (kapelanij)   | Galgenberg     | Aarlen   |                                           |
| Onze-Lieve-Vrouw van Vrede (Notre-Dame de la Paix)         | Aarlen - Saint-Martin (kapelanij)   | Viville        | Aarlen   |                                           |
| Sint-Willibrordus (Saint-Willibrord)                       |                                     | Guirsch        | Aarlen   |                                           |
| Sint-Lucas (Saint-Luc)                                     |                                     | Bonnert        | Aarlen   |                                           |
| Sint-Walburga (Sainte-Walburge)                            |                                     | Stockem        | Aarlen   | Église Sainte-Walburge                    |
| Sint-Paulinus (Saint-Paulin)                               |                                     | Freylange      | Aarlen   |                                           |
| Onze-Lieve-Vrouw van de Rozenkrans (Notre-Dame du Rosaire) |                                     | Heinsch        | Aarlen   |                                           |
| Sint-Michiel (Saint-Michel)                                |                                     | Sampont        | Aarlen   |                                           |
| Sint-Hubertus (Saint-Hubert)                               |                                     | Fouches        | Aarlen   |                                           |
| Unité pastorale Attert                                     |                                     |                |          |                                           |
| Sint-Hubertus (Saint-Hubert)                               |                                     | Tontelange     | Attert   |                                           |
| Sint-Cosmas en Damianus (Saints-Cosme et Damien)           | Attert (kapelanij)                  | Metzert        | Attert   |                                           |
| Sint-Hippolytus (Saint-Hyppolyte)                          |                                     | Thiaumont      | Attert   |                                           |
| Sint-Servatius (Saint-Servais)                             | Thiaumont (kapelanij)               | Lischert       | Attert   |                                           |
| Johannes de Doper (Saint-Jean-Baptiste)                    |                                     | Nobressart     | Attert   |                                           |
| Onze-Lieve-Vrouw-Hemelvaart (Assomption de Notre-Dame)     |                                     | Heinstert      | Attert   |                                           |
| Sint-Stefanus (Saint-Étienne)                              |                                     | Attert         | Attert   | Église Saint-Étienne                      |
| Onze-Lieve-Vrouw (Notre-Dame)                              |                                     | Grendel        | Attert   |                                           |
| Sint-Michiel (Saint-Michel)                                |                                     | Post           | Attert   |                                           |
| Heilige Kruisverheffing (Exaltation de la Sainte-Croix)    |                                     | Nothomb        | Attert   | Église de l'Exaltation de la Sainte-Croix |
| Sint-Laurentius (Saint-Laurent)                            |                                     | Schockville    | Attert   | Église Saint-Laurent                      |
| Sint-Fiacrius (Saint-Fiacre)                               |                                     | Parette        | Attert   |                                           |

## Dekenaat Andenne
Het dekenaat Andenne omvat de gemeenten Andenne, Gesves en Ohey.
| Parochie                                                                   | Hoofdparochie           | Stad/dorp/wijk   | Gemeente | Kerk                             |
| Unité pastorale Seilles-Namêche                                            |                         |                  |          |                                  |
| Onze-Lieve-Vrouw Hulp der Christenen (Notre-Dame Auxiliatrice)             |                         | Petit-Waret      | Andenne  |                                  |
| Sint-Remigius (Saint-Rémy)                                                 |                         | Landenne         | Andenne  |                                  |
| Sint-Stefanus (Saint-Étienne)                                              |                         | Seilles          | Andenne  |                                  |
| Sint-Maarten (Saint-Martin)                                                | Seilles (hulpparochie)  | Reppe            | Andenne  |                                  |
| Sint-Pieter (Saint-Pierre)                                                 |                         | Ville-en-Waret   | Andenne  |                                  |
| Sint-Maarten (Saint-Martin)                                                |                         | Vezin            | Andenne  |                                  |
| Onze-Lieve-Vrouw (Notre-Dame)                                              |                         | Namêche          | Andenne  |                                  |
| Unité pastorale Andenne                                                    |                         |                  |          |                                  |
| Sint-Begga (Sainte-Begge)                                                  |                         | Andenne          | Andenne  | Église Sainte-Begge              |
| Sint-Pieter (Saint-Pierre)                                                 |                         | Andenelle        | Andenne  | Église Saint-Pierre              |
| Onze-Lieve-Vrouw van het Heilig Hart (Notre-Dame du Sacré-Cœur)            | Coutisse (kapelanij)    | Bousalle         | Andenne  |                                  |
| Sint-Hubertus (Saint-Hubert)                                               |                         | Coutisse         | Andenne  |                                  |
| Onze-Lieve-Vrouw (Notre-Dame)                                              | Andenne (kapelanij)     | Groynne          | Andenne  |                                  |
| Sint-Mauritius (Saint-Maurice)                                             |                         | Sclayn           | Andenne  |                                  |
| Sint-Firminus (Saint-Firmin)                                               |                         | Bonneville       | Andenne  | Église Saint-Firmin              |
| Sint-Remigius (Saint-Remi)                                                 |                         | Thon             | Andenne  | Église Saint-Remi                |
| Sint-Catharina (Sainte-Catherine)                                          | Thon (hulpparochie)     | Samson           | Andenne  |                                  |
| Sint-Maarten (Saint-Martin)                                                |                         | Maizeret         | Andenne  | Église Saint-Martin              |
| Unité pastorale Gesves-Ohey                                                |                         |                  |          |                                  |
| Sint-Lambertus (Saint-Lambert)                                             |                         | Mozet            | Gesves   |                                  |
| Sint-Antonius (Saint-Antoine)                                              | Mozet (hulpparochie)    | Goyet            | Gesves   |                                  |
| Sint-Jozef (Saint-Joseph)                                                  |                         | Faulx-les-Tombes | Gesves   | Église Saint-Joseph              |
| Sint-Maarten (Saint-Martin)                                                |                         | Haltinne         | Gesves   | Église Saint-Martin              |
| Onze-Lieve-Vrouw van de Carmel (Notre-Dame du Mont Carmel)                 | Haltinne (hulpparochie) | Strud            | Gesves   | Église Notre-Dame du Mont Carmel |
| Sint-Jozef en Sint-Antonius van Padua (Saints-Joseph et Antoine de Padoue) |                         | Haut-Bois        | Gesves   |                                  |
| Sint-Maarten (Saint-Martin)                                                |                         | Sorée            | Gesves   | Église Saint-Martin              |
| Sint-Maximinus (Saint-Maximin)                                             |                         | Gesves           | Gesves   |                                  |
| Heilig Hart (Sacré-Cœur)                                                   | Gesves (hulpparochie)   | Pré d'Amite      | Gesves   |                                  |
| Sint-Pieter (Saint-Pierre)                                                 |                         | Ohey             | Ohey     | Église Saint-Pierre              |
| Onze-Lieve-Vrouw-Hemelvaart (Assomption de Notre-Dame)                     |                         | Haillot          | Ohey     |                                  |
| Sint-Lambertus (Saint-Lambert)                                             |                         | Perwez           | Ohey     |                                  |
| Sint-Germanus (Saint-Germain)                                              |                         | Évelette         | Ohey     |                                  |
| Sint-Victor (Saint-Victor)                                                 |                         | Filée            | Ohey     |                                  |
| Sint-Pieter (Saint-Pierre)                                                 | Filée (hulpparochie)    | Goesnes          | Ohey     |                                  |
| Sint-Servatius (Saint-Servais)                                             | Évelette (hulpparochie) | Tahier           | Ohey     |                                  |
| Sint-Hubertus (Saint-Hubert)                                               | Évelette (kapelanij)    | Libois           | Ohey     |                                  |

## Dekenaat Auvelais
Het dekenaat Auvelais omvat de gemeenten Jemeppe-sur-Sambre en  Sambreville, waartoe Auvelais behoort.
| Parochie                                                 | Hoofdparochie                  | Stad/dorp/wijk      | Gemeente           | Kerk                    |
| Unité pastorale Jemeppe-sur-Sambre                       |                                |                     |                    |                         |
| Sint-Aldegondis (Sainte-Aldegonde)                       |                                | Balâtre             | Jemeppe-sur-Sambre | Église Sainte-Aldegonde |
| Sint-Maarten (Saint-Martin)                              |                                | Onoz                | Jemeppe-sur-Sambre |                         |
| Sint-Amandus (Saint-Amand)                               |                                | Spy                 | Jemeppe-sur-Sambre | Église Saint-Amand      |
| Sint-Maarten (Saint-Martin)                              |                                | Jemeppe-sur-Sambre  | Jemeppe-sur-Sambre |                         |
| Onze-Lieve-Vrouw Bezoeking (Notre-Dame de la Visitation) | Jemeppe-sur-Sambre (kapelanij) | Grand-Bois          | Jemeppe-sur-Sambre |                         |
| Unité pastorale Ham-sur-Sambre                           |                                |                     |                    |                         |
| Sint-Fredegandus (Saint-Frédégand)                       |                                | Moustier-sur-Sambre | Jemeppe-sur-Sambre |                         |
| Sint-Niklaas (Saint-Nicolas)                             |                                | Mornimont           | Jemeppe-sur-Sambre |                         |
| Onbevlekte Ontvangenis (Immaculée Conception)            |                                | Moustier-sur-Sambre | Jemeppe-sur-Sambre |                         |
| Sint-Victor (Saint-Victor)                               |                                | Ham-sur-Sambre      | Jemeppe-sur-Sambre | Église Saint-Victor     |
| Unité pastorale Auvelais                                 |                                |                     |                    |                         |
| Johannes de Doper (Saint-Jean-Baptiste)                  |                                | Arsimont            | Sambreville        |                         |
| Sint-Victor (Saint-Victor)                               |                                | Auvelais            | Sambreville        | Église Saint-Victor     |
| Sint-Barbara (Sainte-Barbe)                              |                                | La Sarthe           | Sambreville        | Église Sainte-Barbe     |
| Sint-Maarten (Saint-Martin)                              |                                | Velaine-sur-Sambre  | Sambreville        |                         |
| Onze-Lieve-Vrouw (Notre-Dame)                            | Velaine-sur-Sambre (kapelanij) | Keumiée             | Sambreville        |                         |
| Unité pastorale Tamines                                  |                                |                     |                    |                         |
| Heilig Hart (Sacré-Cœur)                                 | Les Alloux (kapelanij)         | La Praile           | Sambreville        |                         |
| Onze-Lieve-Vrouw (Notre-Dame)                            |                                | Les Alloux          | Sambreville        | Église Notre-Dame       |
| Onbevlekte Ontvangenis (Immaculée Conception)            |                                | Moignelée           | Sambreville        |                         |
| Sint-Jozef (Saint-Joseph)                                | Tamines (hulpparochie)         | Bachères            | Sambreville        |                         |
| Sint-Maarten (Saint-Martin)                              |                                | Tamines             | Sambreville        |                         |
| Sint-Remigius (Saint-Remi)                               |                                | Falisolle           | Sambreville        |                         |

## Dekenaat Barvaux-sur-Ourthe
Het dekenaat Barvaux-sur-Ourthe omvat de gemeenten Durbuy, waartoe Barvaux behoort, een deel van Somme-Leuze, Manhay en Érezée.
| Parochie                                                       | Hoofdparochie                       | Stad/dorp/wijk          | Gemeente    | Kerk                                |
| Unité pastorale Barvaux-Durbuy                                 |                                     |                         |             |                                     |
| Sint-Margaretha (Sainte-Marguerite)                            |                                     | Enneilles               | Durbuy      | Église Sainte-Marguerite            |
| Sint-Joris (Saint-Georges)                                     |                                     | Grandhan                | Durbuy      | Église Saint-Georges                |
| Sint-Maarten (Saint-Martin)                                    |                                     | Petit-Han               | Durbuy      |                                     |
| Sint-Stefanus (Saint-Étienne)                                  | Palenge (kapelanij)                 | Petite-Somme            | Durbuy      | Église Saint-Étienne                |
| Onze-Lieve-Vrouw Bezoeking (Visitation de Notre-Dame)          |                                     | Palenge                 | Durbuy      |                                     |
| Sint-Niklaas (Saint-Nicolas)                                   |                                     | Durbuy                  | Durbuy      | Église Saint-Nicolas                |
| Heilig Hart van Jezus (Sacré-Cœur de Jésus)                    |                                     | Barvaux-sur-Ourthe      | Durbuy      | Église Sacré-Cœur de Jésus          |
| Heilig Hart (Sacré-Cœur)                                       | Tohogne (hulpparochie)              | Warre                   | Durbuy      |                                     |
| Sint-Maarten (Saint-Martin)                                    |                                     | Tohogne                 | Durbuy      | Église Saint-Martin                 |
| Sint-Hubertus (Saint-Hubert)                                   |                                     | Houmart                 | Durbuy      |                                     |
| Sint-Remaclus (Saint-Remacle)                                  |                                     | Verlaines-sur-Ourthe    | Durbuy      | Église Saint-Remacle                |
| Sint-Maarten (Saint-Martin)                                    |                                     | Jenneret                | Durbuy      |                                     |
| Onze-Lieve-Vrouw (Notre-Dame)                                  |                                     | Borlon                  | Durbuy      | Église Notre-Dame                   |
| Sint-Maarten (Saint-Martin)                                    |                                     | Bonsin                  | Somme-Leuze |                                     |
| Onze-Lieve-Vrouw Geboorte (Nativité de Notre-Dame)             | Bonsin (kapelanij)                  | Chardeneux              | Somme-Leuze |                                     |
| Unité pastorale Aisne                                          |                                     |                         |             |                                     |
| Onbevlekte Ontvangenis (Immaculée Conception)                  |                                     | Bomal-sur-Ourthe        | Durbuy      | Église de l'Immaculée Conception    |
| Sint-Germanus (Saint-Germain)                                  |                                     | Izier                   | Durbuy      | Église Saint-Germain                |
| Sint-Kunibert (Saint-Cunibert)                                 | Izier (kapelanij)                   | Ozo                     | Durbuy      | Église Saint-Cunibert               |
| Sint-Gertrudis (Sainte-Gertrude)                               |                                     | Villers-Sainte-Gertrude | Durbuy      |                                     |
| Sint-Jozef (Saint-Joseph)                                      | Villers-Sainte-Gertrude (kapelanij) | Deux-Rys                | Manhay      |                                     |
| Sint-Maarten (Saint-Martin)                                    |                                     | Heyd                    | Durbuy      | Église Saint-Martin                 |
| Sint-Donatus (Saint-Donat)                                     | Heyd (kapelanij)                    | Aisne-sur-Heyd          | Durbuy      | Église Saint-Donat                  |
| Sint-Walburga (Sainte-Walburge)                                |                                     | Wéris                   | Durbuy      | Église Sainte-Walburge              |
| Sint-Maarten (Saint-Martin)                                    |                                     | Oppagne                 | Durbuy      | Église Saint-Martin                 |
| Unité pastorale Érezée                                         |                                     |                         |             |                                     |
| Sint-Michiel (Saint-Michel)                                    |                                     | Mormont                 | Érezée      |                                     |
| Johannes de Doper (Saint-Jean-Baptiste)                        |                                     | Fanzel                  | Érezée      |                                     |
| Onze-Lieve-Vrouw Hulp der Christenen (Notre-Dame Auxiliatrice) | Érezée (hulpparochie)               | Briscol                 | Érezée      |                                     |
| Sint-Laurentius (Saint-Laurent)                                |                                     | Érezée                  | Érezée      | Église Saint-Laurent                |
| Sint-Lambertus (Saint-Lambert)                                 |                                     | Amonines                | Érezée      | Église Saint-Lambert                |
| Sint-Remigius (Saint-Remi)                                     | Soy (kapelanij)                     | Fisenne                 | Érezée      | Chapelle Saint-Remi                 |
| Sint-Maarten (Saint-Martin)                                    |                                     | Soy                     | Érezée      |                                     |
| Sint-Pietersbanden (Saint-Pierre-aux-Liens)                    | Ny (kapelanij)                      | Biron                   | Érezée      |                                     |
| Unité pastorale Manhay                                         |                                     |                         |             |                                     |
| Sint-Antonius van Padua (Saint-Antoine de Padoue)              |                                     | Saint-Antoine           | Manhay      |                                     |
| Sint-Hubertus (Saint-Hubert)                                   |                                     | Harre                   | Manhay      |                                     |
| Sint-Eligius (Saint-Éloi)                                      |                                     | Chêne-al-Pierre         | Manhay      |                                     |
| Sint-Filippus en Jacobus (Saints-Philippe et Jacques)          |                                     | Vaux-Chavanne           | Manhay      |                                     |
| Sint-Maarten (Saint-Martin)                                    |                                     | Malempré                | Manhay      |                                     |
| Sint-Mauritius en gezellen (Saints-Maurice et compagnons)      |                                     | Grandmenil              | Manhay      | Église Saints-Maurice et compagnons |
| Sint-Donatus (Saint-Donat)                                     |                                     | Odeigne                 | Manhay      |                                     |
| Sint-Hubertus (Saint-Hubert)                                   | Odeigne (kapelanij)                 | Oster                   | Manhay      |                                     |
| Onze-Lieve-Vrouw van La Salette (Notre-Dame de la Salette)     | Grandmenil (hulpparochie)           | La Fosse                | Manhay      |                                     |
| Sint-Isidorus (Saint-Isidore)                                  |                                     | Freyneux                | Manhay      |                                     |
| Sint-Jozef (Saint-Joseph)                                      | Freyneux (hulpparochie)             | Lamorménil              | Manhay      |                                     |
| Sint-Petrus en Paulus (Saints-Pierre-et-Paul)                  |                                     | Dochamps                | Manhay      |                                     |

## Dekenaat Bastenaken
Het dekenaat Bastenaken omvat de gemeenten Bastenaken, Martelange, Fauvillers, Vaux-sur-Sûre, een deel van Houffalize, Bertogne en Sainte-Ode.
| Parochie                                                          | Hoofdparochie                            | Stad/dorp/wijk       | Gemeente      | Kerk                    |
| Unité pastorale La Haute-Sûre                                     |                                          |                      |               |                         |
| Sint-Maarten (Saint-Martin)                                       |                                          | Martelange           | Martelange    | Église Saint-Martin     |
| Sint-Jozef (Saint-Joseph)                                         | Martelange (hulpparochie)                | Grumelange           | Martelange    |                         |
| Sint-Rombout (Saint-Rombaut)                                      |                                          | Radelange            | Martelange    |                         |
| Sint-Anna (Saint-Anne)                                            |                                          | Wisembach            | Fauvillers    |                         |
| Sint-Barbara (Sainte-Barbe)                                       | Fauvillers (kapelanij)                   | Bodange              | Fauvillers    |                         |
| Heilig Hart (Sacré-Cœur)                                          |                                          | Fauvillers           | Fauvillers    | Église Sacré-Cœur       |
| Sint-Antonius-Abt (Saint-Antoine)                                 |                                          | Warnach              | Fauvillers    |                         |
| Sint-Remigius (Saint-Remi)                                        |                                          | Tintange             | Fauvillers    |                         |
| Sint-Pieter (Saint-Pierre)                                        |                                          | Strainchamps         | Fauvillers    |                         |
| Sint-Jan Evangelist (Saint-Jean l'Évangéliste)                    |                                          | Menufontaine         | Fauvillers    |                         |
| Sint-Raymond (Saint-Raymond)                                      |                                          | Hollange             | Fauvillers    |                         |
| Sint-Pieter (Saint-Pierre)                                        |                                          | Sainlez              | Fauvillers    |                         |
| Onze-Lieve-Vrouw (Notre-Dame)                                     | Sainlez (kapelanij)                      | Honville             | Fauvillers    |                         |
| Unité pastorale Sibret                                            |                                          |                      |               |                         |
| Sint-Maarten (Saint-Martin)                                       |                                          | Bercheux             | Vaux-sur-Sûre |                         |
| Sint-Jozef (Saint-Joseph)                                         | Bercheux (hulpparochie)                  | Juseret              | Vaux-sur-Sûre |                         |
| Sint-Rochus (Saint-Roch)                                          | Bercheux (kapelanij)                     | Lescheret            | Vaux-sur-Sûre |                         |
| Sint-Bernardus (Saint-Bernard)                                    |                                          | Vaux-lez-Rosières    | Vaux-sur-Sûre | Église Saint-Bernard    |
| Sint-Lambertus (Saint-Lambert)                                    |                                          | Rosières             | Vaux-sur-Sûre |                         |
| Sint-Maarten (Saint-Martin)                                       |                                          | Nives                | Vaux-sur-Sûre |                         |
| Sint-Mauritius (Saint-Maurice)                                    |                                          | Remoiville           | Vaux-sur-Sûre |                         |
| Sint-Servatius (Saint-Servais)                                    | Remoiville (kapelanij)                   | Remichampagne        | Vaux-sur-Sûre |                         |
| Sint-Muno (Saint-Monon)                                           | Hompré (hulpparochie)                    | Grandru              | Vaux-sur-Sûre |                         |
| Sint-Hubertus (Saint-Hubert)                                      |                                          | Hompré               | Vaux-sur-Sûre |                         |
| Sint-Maarten (Saint-Martin)                                       |                                          | Assenois             | Vaux-sur-Sûre | Église Saint-Martin     |
| Sint-Brixius (Saint-Brice)                                        |                                          | Sibret               | Vaux-sur-Sûre |                         |
| Onze-Lieve-Vrouw (Notre-Dame)                                     | Sibret (hulpparochie)                    | Villeroux            | Vaux-sur-Sûre |                         |
| Sint-Denijs (Saint-Denis)                                         |                                          | Morhet               | Vaux-sur-Sûre |                         |
| Sint-Andries (Saint-André)                                        |                                          | Chenogne             | Vaux-sur-Sûre |                         |
| Unité pastorale Sainte-Ode                                        |                                          |                      |               |                         |
| Sint-Lambertus (Saint-Lambert)                                    |                                          | Houmont              | Sainte-Ode    |                         |
| Sint-Isidorus (Saint-Isidore)                                     | Houmont (kapelanij)                      | Magerotte            | Sainte-Ode    |                         |
| Sint-Maarten (Saint-Martin)                                       |                                          | Rechrival            | Sainte-Ode    |                         |
| Saint-Audoënus (Saint-Ouen)                                       |                                          | Tillet               | Sainte-Ode    |                         |
| Sint-Maarten (Saint-Martin)                                       |                                          | Amberloup            | Sainte-Ode    | Église Saint-Martin     |
| Sint-Albinus (Saint-Aubin)                                        |                                          | Lavacherie           | Sainte-Ode    | Église Saint-Aubin      |
| Unité pastorale Noville                                           |                                          |                      |               |                         |
| Sint-Lambertus (Saint-Lambert)                                    |                                          | Villers-la-Bonne-Eau | Bastenaken    |                         |
| Sint-Theobaldus (Saint-Thibaut)                                   | Villers-la-Bonne-Eau (kapelanij)         | Lutrebois            | Bastenaken    | Chapelle Saint-Thibaut  |
| Sint-Albinus (Saint-Aubin)                                        |                                          | Wardin               | Bastenaken    |                         |
| Heilige Engelbewaarders (Saints-Anges Gardiens)                   | Wardin (hulpparochie)                    | Harzy                | Bastenaken    |                         |
| Sint-Gertrudis (Sainte-Gertrude)                                  | Wardin (kapelanij)                       | Bras                 | Bastenaken    |                         |
| Sint-Isidorus (Saint-Isidore)                                     |                                          | Benonchamps          | Bastenaken    |                         |
| Sint-Maarten (Saint-Martin)                                       |                                          | Longvilly            | Bastenaken    |                         |
| Sint-Brixius (Saint-Brice)                                        |                                          | Moinet               | Bastenaken    |                         |
| Sint-Maarten (Saint-Martin)                                       | Longvilly (hulpparochie)                 | Arloncourt           | Bastenaken    |                         |
| Sint-Hubertus (Saint-Hubert)                                      | Bourcy (kapelanij)                       | Michamps             | Bastenaken    |                         |
| Sint-Johannes (Saint-Jean)                                        |                                          | Bourcy               | Bastenaken    |                         |
| Sint-Lambertus (Saint-Lambert)                                    |                                          | Rachamps             | Bastenaken    |                         |
| Sint-Muno (Saint-Monon)                                           | Noville (hulpparochie)                   | Vaux                 | Bastenaken    |                         |
| Sint-Stefanus (Saint-Étienne)                                     |                                          | Noville              | Bastenaken    |                         |
| Sint-Niklaas (Saint-Nicolas)                                      | Noville (hulpparochie)                   | Cobru                | Bastenaken    |                         |
| Sint-Donatus (Saint-Donat)                                        | Noville (kapelanij)                      | Recogne              | Bastenaken    |                         |
| Sint-Barbara (Sainte-Barbe)                                       | Noville (kapelanij)                      | Foy                  | Bastenaken    |                         |
| Unité pastorale Bastenaken                                        |                                          |                      |               |                         |
| Sint-Stefanus (Saint-Étienne)                                     |                                          | Marvie               | Bastenaken    |                         |
| Sint-Maarten (Saint-Martin)                                       | Benonchamps (kapelanij)                  | Mageret              | Bastenaken    |                         |
| Sint-Jozef (Saint-Joseph)                                         |                                          | Bastenaken           | Bastenaken    |                         |
| Sint-Pieter (Saint-Pierre)                                        |                                          | Bastenaken           | Bastenaken    | Église Saint-Pierre     |
| Sint-Christoffel en Sint-Jozef (Saint-Christophe et Saint-Joseph) | Bastenaken - Saint-Pierre (hulpparochie) | Neffe                | Bastenaken    |                         |
| Heilig Hart (Sacré-Cœur)                                          | Bastenaken - Saint-Pierre (hulpparochie) | Hemroulle            | Bastenaken    |                         |
| Unité pastorale Bertogne                                          |                                          |                      |               |                         |
| Sint-Stefanus (Saint-Étienne)                                     |                                          | Mande-Saint-Étienne  | Bertogne      |                         |
| Sint-Remaclus (Saint-Remacle)                                     | Mande-Saint-Étienne (hulpparochie)       | Senonchamps          | Bastenaken    |                         |
| Onze-Lieve-Vrouw (Notre-Dame)                                     |                                          | Flamierge            | Bertogne      |                         |
| Sint-Aldegondis (Sainte-Aldegonde)                                | Flamierge (hulpparochie)                 | Flamisoul            | Bertogne      | Église Sainte-Aldegonde |
| Sint-Hubertus (Saint-Hubert)                                      |                                          | Givroulle            | Bertogne      | Église Saint-Hubert     |
| Sint-Jozef (Saint-Joseph)                                         | Givroulle (hulpparochie)                 | Wigny                | Bertogne      |                         |
| Sint-Paulus (Saint-Paul)                                          |                                          | Givry                | Bertogne      |                         |
| Sint-Maarten (Saint-Martin)                                       | Longchamps (hulpparochie)                | Champs               | Bertogne      |                         |
| Sint-Lambertus (Saint-Lambert)                                    |                                          | Longchamps           | Bertogne      | Église Saint-Lambert    |
| Sint-Lambertus (Saint-Lambert)                                    |                                          | Bertogne             | Bertogne      | Église Saint-Lambert    |
| Sint-Maarten (Saint-Martin)                                       |                                          | Compogne             | Bertogne      | Église Saint-Martin     |
| Sint-Blasius (Saint-Blaise)                                       |                                          | Vellereux            | Houffalize    |                         |
| Sint-Maarten (Saint-Martin)                                       |                                          | Mabompré             | Houffalize    | Église Saint-Martin     |
| Sint-Antonius (Saint-Antoine)                                     |                                          | Engreux              | Houffalize    | Église Saint-Antoine    |
| Sint-Bernardus (Saint-Bernard)                                    | Vellereux (kapelanij)                    | Bonnerue             | Houffalize    | Chapelle Saint-Bernard  |

## Dekenaat Beauraing
Het dekenaat Beauraing omvat de gemeenten Beauraing, een deel van Dinant, Houyet, een deel van Hastière en Wellin.
| Parochie                                               | Hoofdparochie                   | Stad/dorp/wijk      | Gemeente  | Kerk                          |
| Unité pastorale Mesnil-Saint-Blaise                    |                                 |                     |           |                               |
| Sint-Niklaas (Saint-Nicolas)                           |                                 | Falmignoul          | Dinant    |                               |
| Sint-Genoveva (Sainte-Geneviève)                       |                                 | Falmagne            | Dinant    | Église Sainte-Geneviève       |
| Sint-Blasius (Saint-Blaise)                            |                                 | Mesnil-Saint-Blaise | Houyet    |                               |
| Sint-Lambertus (Saint-Lambert)                         | Mesnil-Saint-Blaise (kapelanij) | Blaimont            | Hastière  |                               |
| Johannes de Doper (Saint-Jean-Baptiste)                |                                 | Feschaux            | Beauraing |                               |
| Sint-Clemens (Saint-Clément)                           |                                 | Finnevaux           | Houyet    | Église Saint-Clément          |
| Sint-Remigius (Saint-Remi)                             |                                 | Mesnil-Église       | Houyet    |                               |
| Sint-Hadelinus (Saint-Hadelin)                         | Mesnil-Église (hulpparochie)    | Ferage              | Houyet    |                               |
| Sint-Bartholomeus (Saint-Barthélemy)                   |                                 | Hulsonniaux         | Houyet    | Église Saint-Barthélemy       |
| Unité pastorale La Lesse                               |                                 |                     |           |                               |
| Onze-Lieve-Vrouw-Hemelvaart (Assomption de Notre-Dame) |                                 | Houyet              | Houyet    |                               |
| Sint-Andries (Saint-André)                             | Houyet (hulpparochie)           | Herhet              | Houyet    |                               |
| Sint-Maarten (Saint-Martin)                            |                                 | Hour                | Houyet    |                               |
| Sint-Aldegondis (Sainte-Aldegonde)                     |                                 | Wanlin              | Houyet    |                               |
| Sint-Maarten (Saint-Martin)                            |                                 | Ciergnon            | Houyet    |                               |
| Heilig Hart (Sacré-Cœur)                               | Ciergnon (kapelanij)            | Hérock              | Houyet    |                               |
| Unité pastorale Beauraing                              |                                 |                     |           |                               |
| Sint-Genoveva (Sainte-Geneviève)                       |                                 | Wiesme              | Beauraing | Église Sainte-Geneviève       |
| Sint-Pancratius (Saint-Pancrace)                       |                                 | Focant              | Beauraing |                               |
| Onze-Lieve-Vrouw-Hemelvaart (Assomption de Notre-Dame) |                                 | Martouzin-Neuville  | Beauraing |                               |
| Sint-Niklaas (Saint-Nicolas)                           | Beauring (hulpparochie)         | Gozin               | Beauraing |                               |
| Sint-Maarten (Saint-Martin)                            |                                 | Beauraing           | Beauraing |                               |
| Sint-Mauritius (Saint-Maurice)                         |                                 | Baronville          | Beauraing | Église Saint-Maurice          |
| Sint-Gervasius en Protasius (Saint-Gervais et Protais) |                                 | Wancennes           | Beauraing |                               |
| Sint-Stefanus (Saint-Étienne)                          |                                 | Javingue-Sevry      | Beauraing |                               |
| Sint-Remaclus (Saint-Remacle)                          |                                 | Winenne             | Beauraing |                               |
| Sint-Maarten (Saint-Martin)                            | Winenne (kapelanij)             | Dion                | Beauraing |                               |
| Sint-Pietersbanden (Saint-Pierre-aux-Liens)            |                                 | Felenne             | Beauraing |                               |
| Unité pastorale Pondrôme                               |                                 |                     |           |                               |
| Sint-Cosmas en Damianus (Saints-Cosme et Damien)       |                                 | Pondrôme            | Beauraing | Église Saints-Cosme et Damien |
| Onze-Lieve-Vrouw (Notre-Dame)                          |                                 | Honnay              | Beauraing |                               |
| Sint-Stefanus (Saint-Étienne)                          | Honnay (kapelanij)              | Revogne             | Beauraing |                               |
| Sint-Catharina (Sainte-Catherine)                      |                                 | Froidfontaine       | Beauraing |                               |
| Sint-Denijs (Saint-Denis)                              |                                 | Vonêche             | Beauraing | Église Saint-Denis            |
| Unité pastorale Wellin                                 |                                 |                     |           |                               |
| Sint-Bartholomeus (Saint-Barthélemy)                   |                                 | Froidlieu           | Wellin    |                               |
| Sint-Lambertus (Saint-Lambert)                         |                                 | Sohier              | Wellin    | Église Saint-Lambert          |
| Sint-Marculphus (Saint-Marcoul)                        | Sohier (kapelanij)              | Fays-Famenne        | Wellin    |                               |
| Sint-Denijs (Saint-Denis)                              |                                 | Lomprez             | Wellin    | Église Saint-Denis            |
| Sint-Remaclus (Saint-Remacle)                          |                                 | Wellin              | Wellin    |                               |
| Sint-Remaclus (Saint-Remacle)                          |                                 | Halma               | Wellin    | Église Saint-Remacle          |
| Sint-Remaclus (Saint-Remacle)                          |                                 | Chanly              | Wellin    | Église Saint-Remacle          |

## Dekenaat Bertrix
Het dekenaat Bertrix omvat de gemeenten Paliseul, Bertrix en Herbeumont.
| Parochie                                      | Hoofdparochie          | Stad/dorp/wijk   | Gemeente   | Kerk                             |
| Unité pastorale Paliseul                      |                        |                  |            |                                  |
| Sint-Laurentius (Saint-Laurent)               |                        | Our              | Paliseul   | Église Saint-Laurent             |
| Sint-Remaclus (Saint-Remacle)                 |                        | Opont            | Paliseul   |                                  |
| Sint-Jozef (Saint-Joseph)                     |                        | Framont          | Paliseul   |                                  |
| Sint-Eutropius (Saint-Eutrope)                |                        | Paliseul         | Paliseul   |                                  |
| Sint-Gertrudis (Sainte-Gertrude)              |                        | Carlsbourg       | Paliseul   | Église Sainte-Gertrude           |
| Sint-Raymond (Saint-Raymond)                  | Carlsbourg (kapelanij) | Merny            | Paliseul   |                                  |
| Unité pastorale Offagne                       |                        |                  |            |                                  |
| Sint-Maximinus (Saint-Maximin)                |                        | Jehonville       | Bertrix    | Église Saint-Maximin             |
| Sint-Hubertus (Saint-Hubert)                  |                        | Offagne          | Paliseul   | Église Saint-Hubert              |
| Sint-Stefanus (Saint-Étienne)                 |                        | Assenois         | Bertrix    | Église Saint-Étienne             |
| Sint-Remigius (Saint-Remi)                    |                        | Fays-les-Veneurs | Paliseul   |                                  |
| Sint-Urbanus (Saint-Urbain)                   |                        | Nollevaux        | Paliseul   |                                  |
| Sint-Hubertus (Saint-Hubert)                  | Nollevaux (kapelanij)  | Plainevaux       | Paliseul   | Chapelle Saint-Hubert            |
| Unité pastorale Bertrix                       |                        |                  |            |                                  |
| Sint-Stefanus (Saint-Étienne)                 |                        | Bertrix          | Bertrix    | Église Saint-Étienne             |
| Johannes de Doper (Saint-Jean-Baptiste)       |                        | Auby-sur-Semois  | Bertrix    | Église Saint-Jean-Baptiste       |
| Unité pastorale Orgeo                         |                        |                  |            |                                  |
| Sint-Remigius (Saint-Remi)                    |                        | Cugnon           | Bertrix    | Église Saint-Remi                |
| Sint-Hubertus (Saint-Hubert)                  |                        | Mortehan         | Bertrix    | Église Saint-Hubert              |
| Sint-Niklaas (Saint-Nicolas)                  |                        | Herbeumont       | Herbeumont | Église Saint-Nicolas             |
| Sint-Niklaas (Saint-Nicolas)                  |                        | Straimont        | Herbeumont | Église Saint-Nicolas             |
| Sint-Raymond (Saint-Raymond)                  |                        | Martilly         | Herbeumont |                                  |
| Sint-Medardus (Saint-Médard)                  |                        | Saint-Médard     | Herbeumont | Église Saint-Médard              |
| Sint-Petrus en Paulus (Saints-Pierre-et-Paul) |                        | Orgeo            | Herbeumont |                                  |
| Sint-Antonius (Saint-Antoine)                 |                        | Rossart          | Bertrix    | Église Saint-Antoine             |
| Onbevlekte Ontvangenis (Immaculée Conception) | Rossart (kapelanij)    | Biourge          | Bertrix    | Église de l'Immaculée Conception |

## Dekenaat Bouillon
Het dekenaat Bouillon omvat de gemeenten Bouillon en een deel van Vresse-sur-Semois.
| Parochie                                               | Hoofdparochie          | Stad/dorp/wijk | Gemeente          | Kerk                                 |
| Unité pastorale Bouillon                               |                        |                |                   |                                      |
| Sint-Maarten (Saint-Martin)                            |                        | Sugny          | Vresse-sur-Semois | Église Saint-Martin                  |
| Sint-Hilarius (Saint-Hilaire)                          |                        | Pussemange     | Vresse-sur-Semois | Église Saint-Hilaire                 |
| Johannes de Doper (Saint-Jean-Baptiste)                | Sugny (kapelanij)      | Bagimont       | Vresse-sur-Semois |                                      |
| Johannes de Doper (Saint-Jean-Baptiste)                |                        | Corbion        | Bouillon          |                                      |
| Sint-Remaclus (Saint-Remacle)                          |                        | Poupehan       | Bouillon          | Église Saint-Remacle                 |
| Onze-Lieve-Vrouw-Hemelvaart (Assomption de Notre-Dame) |                        | Frahan         | Bouillon          | Église de l'Assomption de Notre-Dame |
| Sint-Firminus (Saint-Firmin)                           |                        | Rochehaut      | Bouillon          | Église Saint-Firmin                  |
| Sint-Niklaas (Saint-Nicolas)                           |                        | Vivy           | Bouillon          |                                      |
| Sint-Petrus en Paulus (Saints-Pierre-et-Paul)          |                        | Mogimont       | Bouillon          |                                      |
| Sint-Lambertus (Saint-Lambert)                         |                        | Bellevaux      | Bouillon          |                                      |
| Sint-Niklaas (Saint-Nicolas)                           |                        | Ucimont        | Bouillon          | Église Saint-Nicolas                 |
| Sint-Lambertus (Saint-Lambert)                         |                        | Sensenruth     | Bouillon          | Église Saint-Lambert                 |
| Sint-Cosmas en Damianus (Saints-Cosme et Damien)       |                        | Noirefontaine  | Bouillon          | Église Saints-Cosme et Damien        |
| Sint-Leodegarius (Saint-Léger)                         | Sensenruth (kapelanij) | Curfoz         | Bouillon          |                                      |
| Sint-Petrus en Paulus (Saints-Pierre-et-Paul)          |                        | Bouillon       | Bouillon          | Église des Saints-Pierre-et-Paul     |
| Sint-Quirinus (Saint-Quirin)                           |                        | Les Hayons     | Bouillon          |                                      |
| Sint-Florentius (Saint-Florent)                        |                        | Dohan          | Bouillon          |                                      |

## Dekenaat Ciney
Het dekenaat Ciney omvat de gemeenten Havelange, Hamois en Ciney.
| Parochie                                               | Hoofdparochie          | Stad/dorp/wijk         | Gemeente  | Kerk                              |
| Unité pastorale Havelange                              |                        |                        |           |                                   |
| Sint-Gertrudis (Sainte-Gertrude)                       |                        | Ossogne                | Havelange |                                   |
| Sint-Stefanus (Saint-Étienne)                          |                        | Méan                   | Havelange | Église Saint-Étienne              |
| Sint-Maarten (Saint-Martin)                            |                        | Havelange              | Havelange |                                   |
| Sint-Leodegarius (Saint-Léger)                         |                        | Maffe                  | Havelange | Église Saint-Léger                |
| Onze-Lieve-Vrouw (Notre-Dame)                          |                        | Failon                 | Havelange | Église Notre-Dame de l'Assomption |
| Sint-Laurentius (Saint-Laurent)                        |                        | Barvaux-Condroz        | Havelange |                                   |
| Sint-Vincentius (Saint-Vincent)                        |                        | Porcheresse-en-Condroz | Havelange |                                   |
| Sint-Lambertus (Saint-Lambert)                         |                        | Jeneffe                | Havelange |                                   |
| Sint-Leodegarius (Saint-Léger)                         |                        | Miécret                | Havelange |                                   |
| Sint-Isidorus (Saint-Isidore)                          | Maffe (hulpparochie)   | Verlée                 | Havelange |                                   |
| Sint-Remigius (Saint-Rémi)                             |                        | Flostoy                | Havelange | Église Saint-Rémi                 |
| Onze-Lieve-Vrouw (Notre-Dame)                          | Flostoy (kapelanij)    | Barsy                  | Havelange |                                   |
| Unité pastorale Haut-Bocq                              |                        |                        |           |                                   |
| Sint-Maarten (Saint-Martin)                            |                        | Scy                    | Hamois    | Église Saint-Martin               |
| Sint-Pieter (Saint-Pierre)                             |                        | Mohiville              | Hamois    | Église Saint-Pierre               |
| Johannes de Doper (Saint-Jean-Baptiste)                |                        | Achet                  | Hamois    |                                   |
| Sint-Agatha (Sainte-Agathe)                            | Hamois (hulpparochie)  | Hubinne                | Hamois    | Église Sainte-Agathe              |
| Sint-Pieter (Saint-Pierre)                             |                        | Hamois                 | Hamois    | Église Saint-Pierre               |
| Sint-Maarten (Saint-Martin)                            |                        | Emptinne               | Hamois    | Église Saint-Martin               |
| Sint-Remaclus (Saint-Remacle)                          |                        | Schaltin               | Hamois    | Église Saint-Remacle              |
| Onze-Lieve-Vrouw-Hemelvaart (Assomption de Notre-Dame) |                        | Natoye                 | Hamois    |                                   |
| Unité pastorale Ciney                                  |                        |                        |           |                                   |
| Sint-Niklaas (Saint-Nicolas)                           |                        | Ciney                  | Ciney     | Église Saint-Nicolas              |
| ?                                                      | Ciney (hulpparochie)   | Biron                  | Ciney     |                                   |
| Onbevlekte Ontvangenis (Immaculée Conception)          | Ciney (kapelanij)      | Quartier de la Gare    | Ciney     |                                   |
| Sint-Magdalena (Sainte-Madeleine)                      | Ciney (hulpparochie)   | Emptinal               | Ciney     |                                   |
| Sint-Vincentius (Saint-Vincent)                        |                        | Braibant               | Ciney     |                                   |
| Sint-Hubertus (Saint-Hubert)                           |                        | Sovet                  | Ciney     |                                   |
| Sint-Clemens (Saint-Clément)                           |                        | Achêne                 | Ciney     | Église Saint-Clément              |
| Sint-Remigius (Saint-Remy)                             | Achêne (hulpparochie)  | Taviet                 | Ciney     |                                   |
| Unité pastorale Leignon                                |                        |                        |           |                                   |
| Sint-Maarten (Saint-Martin)                            |                        | Conjoux                | Ciney     |                                   |
| Sint-Maarten (Saint-Martin)                            | Conjoux (hulpparochie) | Conneux                | Ciney     |                                   |
| Sint-Mauritius (Saint-Maurice)                         |                        | Chevetogne             | Ciney     |                                   |
| Sint-Remaclus (Saint-Remacle)                          | Leignon (hulpparochie) | Ychippe                | Ciney     |                                   |
| Onze-Lieve-Vrouw-Hemelvaart (Assomption de Notre-Dame) |                        | Leignon                | Ciney     |                                   |
| Sint-Maarten (Saint-Martin)                            | Leignon (kapelanij)    | Corbion                | Ciney     | Église Saint-Martin               |
| Sint-Rochus (Saint-Roch)                               |                        | Chapois                | Ciney     | Église Saint-Roch                 |
| Sint-Maarten (Saint-Martin)                            |                        | Pessoux                | Ciney     |                                   |
| Sint-Medardus (Saint-Médard)                           | Pessoux (kapelanij)    | Jannée                 | Ciney     |                                   |

## Dekenaat Couvin
Het dekenaat Couvin omvat de gemeenten Couvin en het grootste deel van Viroinval.
| Parochie                                                   | Hoofdparochie                       | Stad/dorp/wijk       | Gemeente      | Kerk                                 |
| Unité pastorale Couvin                                     |                                     |                      |               |                                      |
| Sint-Denijs (Saint-Denis)                                  |                                     | Roly                 | Philippeville | Église Saint-Denis                   |
| Sint-Maarten (Saint-Martin)                                |                                     | Fagnolle             | Philippeville | Église Saint-Martin                  |
| Sint-Magdalena (Sainte-Madeleine)                          |                                     | Mariembourg          | Couvin        | Église Sainte-Madeleine              |
| Sint-Remigius (Saint-Remi)                                 |                                     | Frasnes-lez-Couvin   | Couvin        |                                      |
| Sint-Germanus (Saint-Germain)                              |                                     | Couvin               | Couvin        | Église Saint-Germain                 |
| Sint-Antonius (Saint-Antoine)                              | Couvin (hulpparochie)               | Fonds de l'Eau       | Couvin        |                                      |
| Unité pastorale Frontières                                 |                                     |                      |               |                                      |
| Sint-Sulpicius (Saint-Sulpice)                             |                                     | Boussu-en-Fagne      | Couvin        | Église Saint-Sulpice                 |
| Sint-Antonius (Saint-Antoine)                              | Boussu-en-Fagne (kapelanij)         | Géronsart            | Couvin        | Église Saint-Antoine                 |
| Sint-Lambertus (Saint-Lambert)                             |                                     | Aublain              | Couvin        |                                      |
| Sint-Quintinus (Saint-Quentin)                             |                                     | Dailly               | Couvin        |                                      |
| Sint-Hubertus (Saint-Hubert)                               |                                     | Pesche               | Couvin        | Église Saint-Hubert                  |
| Sint-Joris (Saint-Georges)                                 |                                     | Gonrieux             | Couvin        |                                      |
| Sint-Margaretha van Cortona (Sainte-Marguerite de Cortone) |                                     | Presgaux             | Couvin        | Église Sainte-Marguerite de Cortone  |
| Sint-Méen (Saint-Méen)                                     | Cul-des-Sarts (kapelanij)           | Brûly-de-Pesche      | Couvin        | Église Saint-Méen                    |
| Sint-Petrus en Paulus (Saints-Pierre-et-Paul)              |                                     | Cul-des-Sarts        | Couvin        | Église des Saints-Pierre-et-Paul     |
| Onze-Lieve-Vrouw-Hemelvaart (Assomption de Notre-Dame)     |                                     | Petite-Chapelle      | Couvin        | Église de l'Assomption de Notre-Dame |
| Onze-Lieve-Vrouw Geboorte (Nativité de Notre-Dame)         |                                     | Brûly-de-Couvin      | Couvin        | Église de la Nativité de Notre-Dame  |
| Unité pastorale Viroinval                                  |                                     |                      |               |                                      |
| Sint-Victor (Saint-Victor)                                 |                                     | Petigny              | Couvin        |                                      |
| Sint-Lambertus (Saint-Lambert)                             |                                     | Nismes               | Viroinval     | Église Saint-Lambert                 |
| Sint-Servatius (Saint-Servais)                             |                                     | Dourbes              | Viroinval     | Église Saint-Servais                 |
| Onze-Lieve-Vrouw-Hemelvaart (Assomption de Notre-Dame)     |                                     | Olloy-sur-Viroin     | Viroinval     | Église de l'Assomption de Notre-Dame |
| Sint-Rufinus en Valerius (Saints-Rufin et Valère)          |                                     | Vierves              | Viroinval     | Église des Saints-Rufin et Valère    |
| Sint-Antonius (Saint-Antoine)                              | Oignies-en-Thiérache (hulpparochie) | Regniessart          | Viroinval     |                                      |
| Sint-Remigius (Saint-Remi)                                 |                                     | Oignies-en-Thiérache | Viroinval     |                                      |
| Sint-Maarten (Saint-Martin)                                |                                     | Le Mesnil            | Viroinval     |                                      |

## Dekenaat Dinant
Het dekenaat Dinant omvat de gemeenten Yvoir, Anhée, Onhaye, Dinant, Hastière en Houyet.
| Parochie                                             | Hoofdparochie                  | Stad/dorp/wijk      | Gemeente | Kerk                             |
| Unité pastorale Yvoir                                |                                |                     |          |                                  |
| Sint-Carolus (Saint-Charles)                         |                                | Mont-sur-Meuse      | Yvoir    |                                  |
| Sint-Pieter (Saint-Pierre)                           |                                | Godinne             | Yvoir    |                                  |
| Sint-Eligius (Saint-Éloi)                            |                                | Yvoir               | Yvoir    | Église Saint-Éloi                |
| Sint-Laurentius (Saint-Laurent)                      |                                | Évrehailles         | Yvoir    |                                  |
| Sint-Bartholomeus (Saint-Barthélemy)                 | Yvoir (kapelanij)              | Houx                | Yvoir    |                                  |
| Sint-Remaclus (Saint-Remacle)                        |                                | Purnode             | Yvoir    |                                  |
| Sint-Fiacrius (Saint-Fiacre)                         |                                | Dorinne             | Yvoir    |                                  |
| Sint-Joris (Saint-Georges)                           |                                | Spontin             | Yvoir    |                                  |
| Sint-Hubertus (Saint-Hubert)                         |                                | Durnal              | Yvoir    | Église Saint-Hubert              |
| Unité pastorale Anhée                                |                                |                     |          |                                  |
| Sint-Antonius (Saint-Antoine)                        |                                | Annevoie-Rouillon   | Anhée    |                                  |
| Heilig Hart (Sacré-Cœur)                             | Annevoie-Rouillon (kapelanij)  | Hun                 | Anhée    |                                  |
| Sint-Maarten (Saint-Martin)                          |                                | Anhée               | Anhée    | Église Saint-Martin              |
| Sint-Bartholomeus (Saint-Barthélemy)                 |                                | Bioul               | Anhée    | Église Saint-Barthélemy          |
| Sint-Adela (Sainte-Adèle)                            |                                | Warnant             | Anhée    |                                  |
| Sint-Jacob (Saint-Jacques)                           |                                | Haut-le-Wastia      | Anhée    | Église Saint-Jacques             |
| Onze-Lieve-Vrouw van Lourdes (Notre-Dame de Lourdes) | Warnant (kapelanij)            | Salet               | Anhée    |                                  |
| Sint-Remigius (Saint-Remi)                           |                                | Denée               | Anhée    | Église Saint-Remi                |
| Johannes de Doper (Saint-Jean-Baptiste)              |                                | Maredret            | Anhée    |                                  |
| Onze-Lieve-Vrouw (Notre-Dame)                        |                                | Sosoye              | Anhée    |                                  |
| Unité pastorale Onhaye                               |                                |                     |          |                                  |
| Sint-Leodegarius (Saint-Léger)                       |                                | Falaën              | Onhaye   |                                  |
| Sint-Hubertus (Saint-Hubert)                         |                                | Sommière            | Onhaye   | Église Saint-Hubert              |
| Sint-Pieter (Saint-Pierre)                           |                                | Weillen             | Onhaye   | Église Saint-Pierre              |
| Sint-Maarten (Saint-Martin)                          |                                | Onhaye              | Onhaye   | Église Saint-Martin              |
| Sint-Remaclus (Saint-Remacle)                        |                                | Gerin               | Onhaye   |                                  |
| Sint-Pieter (Saint-Pierre)                           |                                | Serville            | Onhaye   |                                  |
| Sint-Maternus (Saint-Materne)                        |                                | Anthée              | Onhaye   | Église Saint-Materne             |
| Unité pastorale Dinant                               |                                |                     |          |                                  |
| Onze-Lieve-Vrouw (Notre-Dame)                        |                                | Dinant              | Dinant   | Collegiale kerk Onze-Lieve-Vrouw |
| Sint-Joris (Saint-Georges)                           |                                | Leffe               | Dinant   |                                  |
| Sint-Lambertus (Saint-Lambert)                       |                                | Bouvignes-sur-Meuse | Dinant   | Église Saint-Lambert             |
| Sint-Pieter (Saint-Pierre)                           | Dinant (kapelanij)             | Dinant-Chapelle     | Dinant   |                                  |
| Sint-Lambertus (Saint-Lambert)                       |                                | Neffe               | Dinant   | Église Saint-Lambert             |
| Sint-Paulus (Saint-Paul)                             |                                | Les Rivages         | Dinant   | Église Saint-Paul                |
| Onze-Lieve-Vrouw van Genade (Notre-Dame de Grâce)    | Les Rivages (hulpparochie)     | Froidveau           | Dinant   |                                  |
| Sint-Anna (Sainte-Anne)                              |                                | Anseremme           | Dinant   | Église Sainte-Anne               |
| Unité pastorale Haute-Meuse                          |                                |                     |          |                                  |
| Sint-Michiel (Saint-Michel)                          |                                | Waulsort            | Hastière | Église Saint-Michel              |
| Sint-Servatius (Saint-Servais)                       |                                | Heer                | Hastière |                                  |
| Sint-Remigius (Saint-Remi)                           |                                | Hermeton-sur-Meuse  | Hastière |                                  |
| Sint-Pieter (Saint-Pierre)                           |                                | Hastière-par-delà   | Hastière | Église Saint-Pierre              |
| Sint-Niklaas (Saint-Nicolas)                         |                                | Hastière-Lavaux     | Hastière | Église Saint-Nicolas             |
| Sint-Lambertus (Saint-Lambert)                       | Hastière-Lavaux (hulpparochie) | Maurenne            | Hastière |                                  |
| Unité pastorale Notre-Dame de Foy                    |                                |                     |          |                                  |
| Sint-Niklaas (Saint-Nicolas)                         |                                | Thynes              | Dinant   |                                  |
| Sint-Bartholomeus (Saint-Barthélemy)                 |                                | Lisogne             | Dinant   | Église Saint-Barthélemy          |
| Sint-Ghislenus (Saint-Ghislain)                      | Lisogne (hulpparochie)         | Loyers              | Dinant   |                                  |
| Sint-Quintinus (Saint-Quentin)                       | Lisogne (kapelanij)            | Awagne              | Dinant   | Église Saint-Quentin             |
| Sint-Maarten (Saint-Martin)                          |                                | Sorinnes            | Dinant   |                                  |
| Onze-Lieve-Vrouw (Notre-Dame)                        |                                | Foy-Notre-Dame      | Dinant   | Église Notre-Dame                |
| Onze-Lieve-Vrouw (Notre-Dame)                        | Foy-Notre-Dame (hulpparochie)  | Boisseilles         | Dinant   |                                  |
| Sint-Genoveva (Sainte-Geneviève)                     |                                | Dréhance            | Dinant   |                                  |
| Sint-Pieter (Saint-Pierre)                           | Dréhance (hulpparochie)        | Furfooz             | Dinant   | Église Saint-Pierre              |
| Sint-Hadelinus (Saint-Hadelin)                       |                                | Celles              | Houyet   | Église Saint-Hadelin             |
| Sint-Clemens (Saint-Clément)                         |                                | Gendron             | Houyet   |                                  |
| Sint-Helena (Sainte-Hélène)                          |                                | Custinne            | Houyet   | Église Sainte-Hélène             |
| Sint-Gillis (Saint-Gilles)                           | Custinne (hulpparochie)        | Ver                 | Houyet   | Église Saint-Gilles              |

## Dekenaat Florenville
Het dekenaat Florenville omvat de gemeenten Florenville en Chiny.
| Parochie                                                   | Hoofdparochie           | Stad/dorp/wijk       | Gemeente    | Kerk                                 |
| Unité pastorale Florenville                                |                         |                      |             |                                      |
| Sint-Maarten (Saint-Martin)                                |                         | Muno                 | Florenville |                                      |
| Johannes de Doper (Saint-Jean-Baptiste)                    |                         | Lambermont           | Florenville |                                      |
| Sint-Cecilia (Sainte-Cécile)                               |                         | Sainte-Cécile        | Florenville | Église Sainte-Cécile                 |
| Sint-Joris (Saint-Georges)                                 |                         | Fontenoille          | Florenville |                                      |
| Sint-Maarten (Saint-Martin)                                |                         | Chassepierre         | Florenville | Église Saint-Martin                  |
| Sint-Niklaas (Saint-Nicolas)                               |                         | Lacuisine            | Florenville | Église Saint-Nicolas                 |
| Onze-Lieve-Vrouw-Hemelvaart (Assomption de Notre-Dame)     |                         | Florenville          | Florenville | Église de l'Assomption de Notre-Dame |
| Sint-Rochus (Saint-Roch)                                   | Florenville (kapelanij) | Martué               | Florenville | Chapelle Saint-Roch                  |
| Sint-Gengulphus (Saint-Gengoul)                            |                         | Villers-devant-Orval | Florenville | Église Saint-Gengoul                 |
| Unité pastorale Chiny                                      |                         |                      |             |                                      |
| Sint-Theobaldus (Saint-Thibaut)                            |                         | Suxy                 | Chiny       | Église Saint-Thibaut                 |
| Sint-Walburga (Sainte-Walburge)                            |                         | Chiny                | Chiny       | Église Sainte-Walburge               |
| Sint-Pieter (Saint-Pierre)                                 |                         | Izel                 | Chiny       |                                      |
| Sint-Walfrid (Saint-Walfroid)                              |                         | Pin                  | Chiny       | Église Saint-Walfroid                |
| Sint-Rochus (Saint-Roch)                                   |                         | Les Bulles           | Chiny       |                                      |
| Sint-Pieter (Saint-Pierre)                                 |                         | Jamoigne             | Chiny       |                                      |
| Onze-Lieve-Vrouw van de Rozenkrans (Notre-Dame du Rosaire) | Jamoigne (kapelanij)    | Prouvy               | Chiny       | Église Notre-Dame du Rosaire         |
| Sint-Anna (Sainte-Anne)                                    |                         | Termes               | Chiny       |                                      |

## Dekenaat Fosses-la-Ville
Het dekenaat Fosses-la-Ville omvat de gemeenten Fosses-la-Ville, een groot deel van Mettet en een deel van Fosses-la-Ville.
| Parochie                                                 | Hoofdparochie                  | Stad/dorp/wijk     | Gemeente        | Kerk                       |
| Unité pastorale Lesves                                   |                                |                    |                 |                            |
| Sint-Rochus (Saint-Roch)                                 |                                | Bois-de-Villers    | Profondeville   | Église Saint-Roch          |
| Sint-Hubertus (Saint-Hubert)                             |                                | Arbre              | Profondeville   | Église Saint-Hubert        |
| Sint-Franciscus Xaverius (Saint-François-Xavier)         | Lesve (hulpparochie)           | Besinne            | Profondeville   |                            |
| Sint-Wulmar (Saint-Wilmar)                               |                                | Lesve              | Profondeville   |                            |
| Unité pastorale Fosses-la-Ville                          |                                |                    |                 |                            |
| Sint-Laurentius (Saint-Laurent)                          |                                | Sart-Saint-Laurent | Fosses-la-Ville |                            |
| Sint-Bartholomeus (Saint-Barthélemy)                     |                                | Bambois            | Fosses-la-Ville | Église Saint-Barthélemy    |
| Sint-Follianus (Saint-Feuillen)                          |                                | Fosses-la-Ville    | Fosses-la-Ville | Église Saint-Feuillen      |
| Onze-Lieve-Vrouw van Beauraing (Notre-Dame de Beauraing) | Fosses-la-Ville (hulpparochie) | Névremont          | Fosses-la-Ville |                            |
| Sint-Jozef (Saint-Joseph)                                |                                | Aisemont           | Fosses-la-Ville |                            |
| Sint-Pieter (Saint-Pierre)                               |                                | Vitrival           | Fosses-la-Ville |                            |
| Sint-Gertrudis (Sainte-Gertrude)                         |                                | Le Roux            | Fosses-la-Ville |                            |
| Heilig Kruis (Sainte-Croix)                              |                                | Sart-Eustache      | Fosses-la-Ville | Église Sainte-Croix        |
| Unité pastorale Mettet                                   |                                |                    |                 |                            |
| Sint-Niklaas (Saint-Nicolas)                             |                                | Maison             | Mettet          |                            |
| Sint-Pieter (Saint-Pierre)                               |                                | Saint-Gérard       | Mettet          | Église Saint-Pierre        |
| Sint-Maarten (Saint-Martin)                              |                                | Graux              | Mettet          | Église Saint-Martin        |
| Sint-Carolus (Saint-Charles)                             | Graux (hulpparochie)           | Bossière           | Mettet          | Église Saint-Charles       |
| Onze-Lieve-Vrouw (Notre-Dame)                            |                                | Ermeton-sur-Biert  | Mettet          |                            |
| Onze-Lieve-Vrouw Geboorte (Nativité de Notre-Dame)       |                                | Furnaux            | Mettet          |                            |
| Johannes de Doper (Saint-Jean-Baptiste)                  |                                | Mettet             | Mettet          | Église Saint-Jean-Baptiste |
| Sint-Maarten (Saint-Martin)                              |                                | Biesme             | Mettet          | Église Saint-Martin        |
| Sint-Jozef (Saint-Joseph)                                |                                | Devant-les-Bois    | Mettet          |                            |
| Johannes de Doper (Saint-Jean-Baptiste)                  | Mettet (kapelanij)             | Pontaury           | Mettet          | Église Saint-Jean-Baptiste |

## Dekenaat Gedinne
Het dekenaat Gedinne omvat de gemeenten Gedinne, Daverdisse, Bièvre en Vresse-sur-Semois.
| Parochie                                                                            | Hoofdparochie                     | Stad/dorp/wijk       | Gemeente          | Kerk                                           |
| Unité pastorale Gedinne                                                             |                                   |                      |                   |                                                |
| Sint-Lambertus (Saint-Lambert)                                                      |                                   | Vencimont            | Gedinne           |                                                |
| Sint-Pieter (Saint-Pierre)                                                          |                                   | Bourseigne-Vieille   | Gedinne           | Église Saint-Pierre                            |
| Sint-Niklaas (Saint-Nicolas)                                                        |                                   | Bourseigne-Neuve     | Gedinne           |                                                |
| Sint-Pieter (Saint-Pierre)                                                          |                                   | Willerzie            | Gedinne           |                                                |
| Onze-Lieve-Vrouw (Notre-Dame)                                                       |                                   | Rienne               | Gedinne           |                                                |
| Sint-Rochus (Saint-Roch)                                                            |                                   | Sart-Custinne        | Gedinne           | Église Saint-Roch                              |
| Onze-Lieve-Vrouw (Notre-Dame)                                                       |                                   | Gedinne              | Gedinne           | Église Notre-Dame                              |
| Heilig Hart (Sacré-Cœur)                                                            | Gedinne (hulpparochie)            | Gedinne-Station      | Gedinne           |                                                |
| Sint-Cosmas en Damianus (Saints-Cosme et Damien)                                    |                                   | Patignies            | Gedinne           | Église des Saints-Cosme et Damien              |
| Sint-Hilarius (Saint-Hilaire)                                                       | Patignies (kapelanij)             | Malvoisin            | Gedinne           | Chapelle Saint-Hilaire                         |
| Sint-Pieter (Saint-Pierre)                                                          |                                   | Louette-Saint-Pierre | Gedinne           | Église Saint-Pierre                            |
| Sint-Denijs (Saint-Denis)                                                           |                                   | Louette-Saint-Denis  | Gedinne           |                                                |
| Sint-Quirinus (Saint-Quirin)                                                        |                                   | Houdremont           | Gedinne           |                                                |
| Unité pastorale Bièvre-Daverdisse                                                   |                                   |                      |                   |                                                |
| Sint-Remaclus (Saint-Remacle)                                                       |                                   | Haut-Fays            | Daverdisse        | Église Saint-Remacle                           |
| Onze-Lieve-Vrouw (Notre-Dame)                                                       |                                   | Gembes               | Daverdisse        | Église Notre-Dame                              |
| Onze-Lieve-Vrouw (Notre-Dame)                                                       |                                   | Porcheresse          | Daverdisse        | Église Notre-Dame                              |
| Sint-Pieter (Saint-Pierre)                                                          |                                   | Daverdisse           | Daverdisse        | Église Saint-Pierre                            |
| Sint-Denijs (Saint-Denis)                                                           |                                   | Graide               | Bièvre            | Église Saint-Denis                             |
| Sint-Jozef (Saint-Joseph)                                                           | Graide (hulpparochie)             | Graide-Station       | Bièvre            |                                                |
| Sint-Hubertus (Saint-Hubert)                                                        |                                   | Bièvre               | Bièvre            | Église Saint-Hubert                            |
| Sint-Sebastianus (Saint-Sébastien)                                                  |                                   | Naomé                | Bièvre            | Église Saint-Sébastien                         |
| Sint-Furcy (Saint-Furcy)                                                            |                                   | Bellefontaine        | Bièvre            | Église Saint-Furcy                             |
| Sint-Jacob (Saint-Jacques)                                                          |                                   | Monceau-en-Ardenne   | Bièvre            | Église Saint-Jacques                           |
| Sint-Barbara (Sainte-Barbe)                                                         | Monceau-en-Ardenne (hulpparochie) | Petit-Fays           | Bièvre            | Église Sainte-Barbe                            |
| Sint-Hubertus (Saint-Hubert)                                                        |                                   | Oizy                 | Bièvre            | Église Saint-Hubert                            |
| Sint-Antonius van Padua (Saint-Antoine de Padoue)                                   | Oizy (kapelanij)                  | Baillamont           | Bièvre            | Église Saint-Anoine de Padoue                  |
| Sint-Pieter (Saint-Pierre)                                                          |                                   | Gros-Fays            | Bièvre            | Église Saint-Pierre                            |
| Onze-Lieve-Vrouw van Lourdes en Sint-Donatus (Notre-Dame de Lourdes et Saint-Donat) | Gros-Fays (hulpparochie)          | Six-Planes           | Bièvre            | Église Saint-Donat                             |
| Sint-Muno (Saint-Monon)                                                             | Gros-Fays (kapelanij)             | Cornimont            | Bièvre            | Chapelle Saint-Monon                           |
| Unité pastorale Vresse-sur-Semois                                                   |                                   |                      |                   |                                                |
| Sint-Anna (Sainte-Anne)                                                             |                                   | Nafraiture           | Vresse-sur-Semois |                                                |
| Sint-Maarten (Saint-Martin)                                                         |                                   | Orchimont            | Vresse-sur-Semois | Église Saint-Martin                            |
| Onze-Lieve-Vrouw Onbevlekt Ontvangen (Immaculée Conception de Notre-Dame)           | Orchimont (hulpparochie)          | Hérisson             | Vresse-sur-Semois | Église de l'Immaculée Conception de Notre-Dame |
| Sint-Leodegarius (Saint-Léger)                                                      |                                   | Bohan                | Vresse-sur-Semois | Église Saint-Léger                             |
| Sint-Fiacrius (Saint-Fiacre)                                                        |                                   | Membre               | Vresse-sur-Semois | Église Saint-Fiacre                            |
| Sint-Agatha (Sainte-Agathe)                                                         |                                   | Laforêt              | Vresse-sur-Semois | Église Sainte-Agathe                           |
| Sint-Lambertus (Saint-Lambert)                                                      | Laforêt (kapelanij)               | Vresse               | Vresse-sur-Semois | Église Saint-Lambert                           |
| Sint-Walfrid (Saint-Walfroid)                                                       |                                   | Chairière            | Vresse-sur-Semois | Église Saint-Walfroid                          |
| Onze-Lieve-Vrouw (Notre-Dame)                                                       | Alle (hulpparochie)               | Mouzaive             | Vresse-sur-Semois | Église Notre-Dame                              |
| Sint-Maurus (Saint-Maur)                                                            |                                   | Alle                 | Vresse-sur-Semois | Église Saint-Maur                              |

## Dekenaat Gembloers
Het dekenaat Gembloers omvat de gemeente Gembloers en Sombreffe.
| Parochie                                                            | Hoofdparochie | Stad/dorp/wijk    | Gemeente  | Kerk                              |
| Unité pastorale Gembloux                                            |               |                   |           |                                   |
| Sint-Amandus (Saint-Amand)                                          |               | Grand-Leez        | Gembloers | Église Saint-Amand                |
| Heilige Foy van Conques (Sainte-Foi)                                |               | Sauvenière        | Gembloers |                                   |
| Sint-Rochus (Saint-Roch)                                            |               | Lonzée            | Gembloers |                                   |
| Sint-Bartholomeus (Saint-Barthélemy)                                |               | Ernage            | Gembloers |                                   |
| Sint-Guibert (Saint-Guibert)                                        |               | Gembloers         | Gembloers |                                   |
| Notre-Dame du Buisson (Notre-Dame du Buisson)                       |               | Quartier-Gare     | Gembloers |                                   |
| Sint-Theresia van het Kind Jezus (Sainte-Thérèse de l'Enfant Jésus) |               | Grand-Manil       | Gembloers |                                   |
| Sint-Pieter (Saint-Pierre)                                          |               | Beuzet            | Gembloers |                                   |
| Sint-Hadelinus (Saint-Hadelin)                                      |               | Isnes             | Gembloers |                                   |
| Onze-Lieve-Vrouw (Notre-Dame)                                       |               | Bossière          | Gembloers |                                   |
| Sint-Barbara (Sainte-Barbe)                                         |               | Mazy              | Gembloers |                                   |
| Sint-Pieter (Saint-Pierre)                                          |               | Bothey            | Gembloers |                                   |
| Sint-Lambertus (Saint-Lambert)                                      |               | Corroy-le-Château | Gembloers | Église Saint-Lambert              |
| Unité pastorale Sombreffe                                           |               |                   |           |                                   |
| Onze-Lieve-Vrouw (Notre-Dame)                                       |               | Tongrinne         | Sombreffe |                                   |
| Onze-Lieve-Vrouw (Notre-Dame)                                       |               | Sombreffe         | Sombreffe | Église Notre-Dame de l'Assumption |
| Sint-Lambertus (Saint-Lambert)                                      |               | Ligny             | Sombreffe |                                   |
| Sint-Lambertus (Saint-Lambert)                                      |               | Boignée           | Sombreffe |                                   |

## Dekenaat Habay-Étalle
Het dekenaat Habay-Étalle omvat de gemeenten Étalle, Tintigny en Habay.
| Parochie                                               | Hoofdparochie | Stad/dorp/wijk          | Gemeente | Kerk                                 |
| Unité pastorale Étalle                                 |               |                         |          |                                      |
| Sint-Willibrordus (Saint-Willibrord)                   |               | Vance                   | Étalle   |                                      |
| Sint-Michiel (Saint-Michel)                            |               | Chantemelle             | Étalle   |                                      |
| Sint-Quirinus (Saint-Quirin)                           |               | Buzenol                 | Étalle   |                                      |
| Sint-Leodegarius (Saint-Léger)                         |               | Étalle                  | Étalle   | Église Saint-Léger                   |
| Sint-Antonius (Saint-Antoine)                          |               | Fratin                  | Étalle   |                                      |
| Sint-Niklaas (Saint-Nicolas)                           |               | Sainte-Marie-sur-Semois | Étalle   |                                      |
| Sint-Maarten (Saint-Martin)                            |               | Villers-sur-Semois      | Étalle   |                                      |
| Unité pastorale Tintigny                               |               |                         |          |                                      |
| Sint-Hubertus (Saint-Hubert)                           |               | Lahage                  | Tintigny |                                      |
| Sint-Pieter (Saint-Pierre)                             |               | Bellefontaine           | Tintigny | Église Saint-Pierre                  |
| Onze-Lieve-Vrouw-Hemelvaart (Assomption de Notre-Dame) |               | Tintigny                | Tintigny | Église de l'Assomption de Notre-Dame |
| Sint-Rochus (Saint-Roch)                               |               | Saint-Vincent           | Tintigny | Église Saint-Roch                    |
| Sint-Niklaas (Saint-Nicolas)                           |               | Rossignol               | Tintigny |                                      |
| Unité pastorale Habay                                  |               |                         |          |                                      |
| Sint-Amandus (Saint-Amand)                             |               | Hachy                   | Habay    |                                      |
| Sint-Niklaas (Saint-Nicolas)                           |               | Habay-la-Neuve          | Habay    | Église Saint-Nicolas                 |
| Sint-Stefanus (Saint-Étienne)                          |               | Habay-la-Vieille        | Habay    |                                      |
| Onze-Lieve-Vrouw (Notre-Dame)                          |               | Houdemont               | Habay    | Église Notre-Dame                    |
| Sint-Maximinus (Saint-Maximin)                         |               | Rulles                  | Habay    | Église Saint-Maximin                 |
| Onbevlekte Ontvangenis (Immaculée Conception)          |               | Marbehan                | Habay    | Église de l'Immaculée Conception     |
| Sint-Helena (Sainte-Hélène)                            |               | Orsinfaing              | Habay    |                                      |
| Onze-Lieve-Vrouw (Notre-Dame)                          |               | Anlier                  | Habay    |                                      |
| Sint-Jozef (Saint-Joseph)                              |               | Louftémont              | Habay    |                                      |
| Sint-Albinus (Saint-Albin)                             |               | Vlessart                | Habay    |                                      |

## Dekenaat Jambes
Het dekenaat Jambes omvat de gemeenten Assesse, een deel van Profondeville en een deel van Namen, waartoe Jambes behoorte.
| Parochie                                                        | Hoofdparochie                            | Stad/dorp/wijk    | Gemeente      | Kerk                            |
| Unité pastorale Jambes                                          |                                          |                   |               |                                 |
| Onze-Lieve-Vrouw van Lourdes (Notre-Dame de Lourdes)            | Lives-sur-Meuse (hulpparochie)           | Brumagne          | Namen         |                                 |
| Sint-Petrus en Paulus (Saints-Paul-et-Pierre)                   |                                          | Erpent            | Namen         |                                 |
| Sint-Symphorianus (Saint-Symphorien)                            |                                          | Jambes            | Namen         |                                 |
| Onze-Lieve-Vrouw (Notre-Dame)                                   | Jambes - Saint-Symphorien (hulpparochie) | Enhaive           | Namen         |                                 |
| Onze-Lieve-Vrouw van Beauraing (Notre-Dame de Beauraing)        |                                          | Jambes            | Namen         |                                 |
| Heilig Hart (Sacré-Cœur)                                        |                                          | Velaine (Jambes)  | Namen         |                                 |
| Onze-Lieve-Vrouw van Beauraing (Notre-Dame de Beauraing)        | Dave (hulpparochie)                      | Fonds de Dave     | Namen         |                                 |
| Sint-Sebastianus (Saint-Sébastien)                              |                                          | Loyers            | Namen         | Église Saint-Sébastien          |
| Sint-Quintinus (Saint-Quentin)                                  |                                          | Lives-sur-Meuse   | Namen         | Église Saint-Quentin            |
| Sint-Maarten (Saint-Martin)                                     |                                          | Dave              | Namen         | Église Saint-Martin             |
| Unité pastorale Andoy-Sart-Bernard                              |                                          |                   |               |                                 |
| Sint-Alfonsus van Lugori (Saint-Alphone de Liguori)             |                                          | Andoy             | Namen         | Église Saint-Alphone de Liguori |
| Onze-Lieve-Vrouw van de Rozenkrans (Notre-Dame du Rosaire)      |                                          | Wierde            | Namen         |                                 |
| Sint-Lambertus (Saint-Lambert)                                  |                                          | Naninne           | Namen         |                                 |
| Sint-Denijs (Saint-Denis)                                       |                                          | Sart-Bernard      | Assesse       |                                 |
| Unité pastorale Assesse                                         |                                          |                   |               |                                 |
| Sint-Genoveva (Sainte-Geneviève)                                |                                          | Florée            | Assesse       | Église Sainte-Geneviève         |
| Onze-Lieve-Vrouw (Notre-Dame)                                   |                                          | Sorinne-la-Longue | Assesse       |                                 |
| Sint-Maarten (Saint-Martin)                                     |                                          | Assesse           | Assesse       |                                 |
| Heilig Hart (Sacré-Cœur)                                        |                                          | Le Trieu          | Assesse       |                                 |
| Sint-Quintinus (Saint-Quentin)                                  |                                          | Courrière         | Assesse       | Église Saint-Quentin            |
| Sint-Lucia (Sainte-Lucie)                                       |                                          | Maillen           | Assesse       | Église Sainte-Lucie             |
| Sint-Maarten (Saint-Martin)                                     |                                          | Crupet            | Assesse       | Église Saint-Martin             |
| Sint-Gillis (Saint-Gilles)                                      | Assesse (hulpparochie)                   | Mianoye           | Assesse       |                                 |
| Sint-Maarten (Saint-Martin)                                     | Maillen (hulpparochie)                   | Ivoy              | Assesse       |                                 |
| Sint-Lupicinus (Saint-Lupicin)                                  |                                          | Lustin            | Profondeville |                                 |
| Notre-Dame de Bonne Délivrance (Notre-Dame de Bonne Délivrance) | Lustin (hulpparochie)                    | Lustin            | Profondeville |                                 |
| Sint-Thomas van Villanova (Saint-Thomas de Villeneuve)          | Lustin (kapelanij)                       | Tailfer           | Profondeville |                                 |

## Dekenaat La Roche-en-Ardenne
Het dekenaat La Roche-en-Ardenne omvat de gemeenten La Roche-en-Ardenne, Tenneville en Rendeux.
| Parochie                                                 | Hoofdparochie                     | Stad/dorp/wijk                                | Gemeente            | Kerk                          |
| Unité pastorale Tenneville                               |                                   |                                               |                     |                               |
| Sint-Valerius (Saint-Valère)                             |                                   | Laneuville-au-Bois                            | Tenneville          |                               |
| Sint-Hubertus (Saint-Hubert)                             | Laneuville-au-Bois (hulpparochie) | La Converserie                                | Tenneville          |                               |
| Sint-Jozef (Saint-Joseph)                                |                                   | Journal                                       | Tenneville          | Église Saint-Joseph           |
| Sint-Remaclus (Saint-Remacle)                            |                                   | Champlon                                      | Tenneville          | Église Saint-Remacle          |
| Onze-Lieve-Vrouw van Beauraing (Notre-Dame de Beauraing) |                                   | Tenneville                                    | Tenneville          | Église Notre-Dame de Beauring |
| Sint-Pieter (Saint-Pierre)                               |                                   | Erneuville                                    | Tenneville          | Église Saint-Pierre           |
| Onze-Lieve-Vrouw (Notre-Dame)                            |                                   | Cens                                          | Tenneville          |                               |
| Sint-Gregorius (Saint-Grégoire)                          |                                   | Roumont                                       | Bertogne            |                               |
| Unité pastorale La Roche-en-Ardenne                      |                                   |                                               |                     |                               |
| Sint-Antonius (Saint-Antoine)                            |                                   | Trois-Villes (Warempage, Herlinval, Floumont) | La Roche-en-Ardenne |                               |
| Sint-Remigius (Saint-Remy)                               |                                   | Ortho                                         | La Roche-en-Ardenne | Église Saint-Remy             |
| Sint-Hubertus (Saint-Hubert)                             | Ortho (kapelanij)                 | Nisramont                                     | La Roche-en-Ardenne | Chapelle Saint-Hubert         |
| Sint-Lambertus (Saint-Lambert)                           |                                   | Buisson                                       | La Roche-en-Ardenne |                               |
| Sint-Maarten (Saint-Martin)                              |                                   | Hives                                         | La Roche-en-Ardenne |                               |
| Sint-Lambertus (Saint-Lambert)                           | Vecmont (kapelanij)               | Mierchamps                                    | La Roche-en-Ardenne |                               |
| Sint-Hubertus (Saint-Hubert)                             |                                   | Vecmont                                       | La Roche-en-Ardenne |                               |
| Sint-Pieter (Saint-Pierre)                               |                                   | Halleux                                       | La Roche-en-Ardenne | Église Saint-Pierre           |
| Sint-Pieter (Saint-Pierre)                               |                                   | Beausaint                                     | La Roche-en-Ardenne |                               |
| Sint-Niklaas (Saint-Nicolas)                             |                                   | La Roche-en-Ardenne                           | La Roche-en-Ardenne |                               |
| Sint-Fiacrius (Saint-Fiacre)                             |                                   | Cielle                                        | La Roche-en-Ardenne |                               |
| Sint-Hubertus (Saint-Hubert)                             |                                   | Bérismenil                                    | La Roche-en-Ardenne | Église Saint-Hubert           |
| Sint-Rochus (Saint-Roch)                                 | Samrée (kapelanij)                | Maboge                                        | La Roche-en-Ardenne |                               |
| Onze-Lieve-Vrouw (Notre-Dame)                            |                                   | Samrée                                        | La Roche-en-Ardenne | Église Notre-Dame             |
| Unité pastorale Rendeux                                  |                                   |                                               |                     |                               |
| Sint-Donatus (Saint-Donat)                               |                                   | Devantave                                     | Rendeux             |                               |
| Sint-Lambertus (Saint-Lambert)                           |                                   | Beffe                                         | Rendeux             |                               |
| Heilige Maria (Sainte-Marie)                             |                                   | Rendeux-Bas                                   | Rendeux             | Église Sainte-Marie           |
| Sint-Lambertus (Saint-Lambert)                           |                                   | Rendeux-Haut                                  | Rendeux             |                               |
| Sint-Jozef (Saint-Joseph)                                | Rendeux-Haut (hulpparochie)       | Ronzon                                        | Rendeux             |                               |
| Sint-Maarten (Saint-Martin)                              |                                   | Marcourt                                      | Rendeux             |                               |
| Sint-Remaclus (Saint-Remacle)                            |                                   | Jupille                                       | Rendeux             |                               |
| Sint-Jozef (Saint-Joseph)                                | Jupille (kapelanij)               | Warizy                                        | Rendeux             |                               |
| Sint-Brixius (Saint-Brice)                               |                                   | Hodister                                      | Rendeux             | Église Saint-Brice            |
| Sint-Isidorus (Saint-Isidore)                            | Hodister (kapelanij)              | Gênes                                         | Rendeux             |                               |
| Sint-Gengulphus (Saint-Gengulphe)                        |                                   | Chéoux                                        | Rendeux             |                               |

## Dekenaat Leuze
Het dekenaat Leuze omvat de gemeenten Éghezée, waartoe Leuze behoort, en Fernelmont.
| Parochie                                      | Hoofdparochie            | Stad/dorp/wijk       | Gemeente   | Kerk                       |
| Unité pastorale Éghezée                       |                          |                      |            |                            |
| Johannes de Doper (Saint-Jean-Baptiste)       |                          | Branchon             | Éghezée    |                            |
| Sint-Medardus (Saint-Médard)                  |                          | Boneffe              | Éghezée    |                            |
| Sint-Maarten (Saint-Martin)                   |                          | Taviers              | Éghezée    | Église Saint-Martin        |
| Sint-Maarten (Saint-Martin)                   |                          | Harlue               | Éghezée    | Église Saint-Martin        |
| Sint-Philibertus (Saint-Philibert)            |                          | Noville-sur-Mehaigne | Éghezée    |                            |
| Sint-Gertrudis (Sainte-Gertrude)              |                          | Bolinne              | Éghezée    |                            |
| Sint-Hubertus (Saint-Hubert)                  |                          | Éghezée              | Éghezée    | Église Saint-Hubert        |
| Sint-Remigius (Saint-Remi)                    |                          | Hanret               | Éghezée    |                            |
| Sint-Joris (Saint-Georges)                    |                          | Hemptinne            | Fernelmont |                            |
| Unité pastorale Aische-en-Refail - Dhuy       |                          |                      |            |                            |
| Sint-Pieter (Saint-Pierre)                    |                          | Méhaigne             | Éghezée    |                            |
| Sint-Jozef (Saint-Joseph)                     |                          | Aische-en-Refail     | Éghezée    | Église Saint-Joseph        |
| Johannes de Doper (Saint-Jean-Baptiste)       |                          | Liernu               | Éghezée    | Église Saint-Jean-Baptiste |
| Sint-Germanus (Saint-Germain)                 |                          | Saint-Germain        | Éghezée    | Église Saint-Germain       |
| Sint-Pieter (Saint-Pierre)                    |                          | Upigny               | Éghezée    |                            |
| Sint-Remigius (Saint-Remi)                    |                          | Dhuy                 | Éghezée    |                            |
| Onbevlekte Ontvangenis (Immaculée Conception) |                          | Les Boscailles       | Éghezée    |                            |
| Unité pastorale Leuze                         |                          |                      |            |                            |
| Sint-Follianus (Saint-Feuillen)               |                          | Longchamps           | Éghezée    |                            |
| Sint-Maarten (Saint-Martin)                   |                          | Leuze                | Éghezée    |                            |
| Sint-Quintinus (Saint-Quentin)                |                          | Waret-la-Chaussée    | Éghezée    |                            |
| Sint-Follianus (Saint-Feuillen)               |                          | Tillier              | Fernelmont |                            |
| Sint-Maarten (Saint-Martin)                   |                          | Marchovelette        | Fernelmont |                            |
| Unité pastorale Fernelmont                    |                          |                      |            |                            |
| Sint-Laurentius (Saint-Laurent)               | Forville (kapelanij)     | Seron                | Fernelmont |                            |
| Sint-Maarten (Saint-Martin)                   | Cortil-Wodon (kapelanij) | Hambraine            | Fernelmont |                            |
| Sint-Lambertus (Saint-Lambert)                |                          | Forville             | Fernelmont |                            |
| Sint-Maarten (Saint-Martin)                   |                          | Cortil-Wodon         | Fernelmont |                            |
| Sint-Denijs (Saint-Denis)                     |                          | Bierwart             | Fernelmont |                            |
| Sint-Maarten (Saint-Martin)                   |                          | Pontillas            | Fernelmont |                            |
| Sint-Stefanus (Saint-Étienne)                 |                          | Noville-les-Bois     | Fernelmont | Église Saint-Étienne       |
| Sint-Jozef (Saint-Joseph)                     |                          | Sart-d'Avril         | Fernelmont |                            |
| Sint-Remigius (Saint-Remi)                    |                          | Franc-Waret          | Fernelmont |                            |
| Sint-Medardus (Saint-Médard)                  |                          | Hingeon              | Fernelmont |                            |

## Dekenaat Marche-en-Famenne
Het dekenaat Marche-en-Famenne omvat de gemeenten Marche-en-Famenne, Nassogne, Somme-Leuze en Hotton.
| Parochie                                              | Hoofdparochie            | Stad/dorp/wijk    | Gemeente          | Kerk                           |
| Unité pastorale Nassogne                              |                          |                   |                   |                                |
| Sint-Margaretha (Sainte-Marguerite)                   |                          | Lesterny          | Nassogne          |                                |
| Sint-Maarten (Saint-Martin)                           |                          | Forrières         | Nassogne          | Église Saint-Martin            |
| Sint-Ambrosius (Saint-Ambroise)                       |                          | Masbourg          | Nassogne          | Église Saint-Ambroise          |
| Johannes de Doper (Saint-Jean-Baptiste)               |                          | Ambly             | Nassogne          | Église Saint-Jean-Baptiste     |
| Sint-Muno (Saint-Monon)                               |                          | Nassogne          | Nassogne          | Église Saint-Monon             |
| Sint-Pieter (Saint-Pierre)                            |                          | Grune             | Nassogne          | Église Saint-Pierre            |
| Sint-Jacob (Saint-Jacques)                            |                          | Bande             | Nassogne          |                                |
| Sint-Catharina (Sainte-Catherine)                     |                          | Chavanne          | Nassogne          | Église Sainte-Catherine        |
| Onze-Lieve-Vrouw (Notre-Dame)                         | Chavanne (kapelanij)     | Charneux          | Nassogne          |                                |
| Unité pastorale Marche-en-Famenne                     |                          |                   |                   |                                |
| Sint-Laurentius (Saint-Laurent)                       |                          | On                | Marche-en-Famenne | Église Saint-Laurent           |
| Sint-Maarten (Saint-Martin)                           |                          | Humain            | Marche-en-Famenne |                                |
| Sint-Gobert (Saint-Gobert)                            |                          | Hargimont         | Marche-en-Famenne | Église Saint-Gobert            |
| Sint-Isidorus (Saint-Isidore)                         |                          | Marloie           | Marche-en-Famenne | Église Saint-Isidore           |
| Sint-Severinus (Saint-Séverin)                        |                          | Aye               | Marche-en-Famenne |                                |
| Sint-Stefanus (Saint-Étienne)                         |                          | Waha              | Marche-en-Famenne | Église Saint-Étienne           |
| Sint-Remaclus (Saint-Remacle)                         |                          | Marche-en-Famenne | Marche-en-Famenne | Église Saint-Remacle           |
| Sint-Pieter (Saint-Pierre)                            | Waha (kapelanij)         | Champlon-Famenne  | Marche-en-Famenne |                                |
| Sint-Barbara (Sainte-Barbe)                           |                          | Roy               | Marche-en-Famenne |                                |
| Sint-Mauritius (Saint-Maurice)                        |                          | Lignières         | Marche-en-Famenne |                                |
| Sint-Remaclus (Saint-Remacle)                         | Lignières (kapelanij)    | Grimbiémont       | Marche-en-Famenne |                                |
| Unité pastorale Somme-Leuze                           |                          |                   |                   |                                |
| Sint-Pieter (Saint-Pierre)                            |                          | Waillet           | Somme-Leuze       |                                |
| Sint-Stefanus (Saint-Étienne)                         | Waillet (kapelanij)      | Hogne             | Somme-Leuze       |                                |
| Sint-Joris (Saint-Georges)                            |                          | Sinsin            | Somme-Leuze       |                                |
| Sint-Maarten (Saint-Martin)                           |                          | Nettinne          | Somme-Leuze       |                                |
| Onze-Lieve-Vrouw (Notre-Dame)                         |                          | Heure             | Somme-Leuze       |                                |
| Sint-Hubertus (Saint-Hubert)                          |                          | Baillonville      | Somme-Leuze       |                                |
| Onze-Lieve-Vrouw (Notre-Dame)                         |                          | Noiseux           | Somme-Leuze       |                                |
| Sint-Remigius (Saint-Remi)                            |                          | Somme-Leuze       | Somme-Leuze       | Église Saint-Remi              |
| Unité pastorale Hotton                                |                          |                   |                   |                                |
| Sint-Eligius (Saint-Éloi)                             |                          | Marenne           | Hotton            | Église Saint-Éloi              |
| Sint-Remaclus (Saint-Remacle)                         | Marenne (hulpparochie)   | Bourdon           | Hotton            |                                |
| Sint-Hubertus (Saint-Hubert)                          | Marenne (kapelanij)      | Verdenne          | Marche-en-Famenne | Église Saint-Hubert            |
| Sint-Michiel (Saint-Michel)                           |                          | Hampteau          | Hotton            |                                |
| Sint-Anna (Sainte-Anne)                               | Hampteau (kapelanij)     | Werpin            | Hotton            | Église Sainte-Anne             |
| Onze-Lieve-Vrouw (Notre-Dame)                         |                          | Ny                | Hotton            | Église Notre-Dame              |
| Onze-Lieve-Vrouw van Troost (Notre-Dame Consolatrice) |                          | Hotton            | Hotton            | Église Notre-Dame Consolatrice |
| Sint-Pieter (Saint-Pierre)                            |                          | Melreux           | Hotton            | Église Saint-Pierre            |
| Sint-Cosmas en Damianus (Saints-Cosme et Damien)      |                          | Fronville         | Hotton            |                                |
| Sint-Remaclus (Saint-Remacle)                         | Fronville (hulpparochie) | Deulin            | Hotton            |                                |

## Dekenaat Messancy
Het dekenaat Messancy omvat de gemeenten Musson, Aubange en Messancy.
| Parochie                                                   | Hoofdparochie           | Stad/dorp/wijk           | Gemeente | Kerk                 |
| Unité pastorale Halanzy-Musson                             |                         |                          |          |                      |
| Sint-Pieter (Saint-Pierre)                                 |                         | Mussy-la-Ville           | Musson   |                      |
| Heilige Familie (Sainte-Famille)                           |                         | Baranzy                  | Musson   |                      |
| Sint-Maarten (Saint-Martin)                                |                         | Musson                   | Musson   |                      |
| Sint-Walfrid (Saint-Walfroid)                              |                         | Willancourt              | Musson   |                      |
| Sint-Remigius (Saint-Remy)                                 |                         | Halanzy                  | Aubange  |                      |
| Onze-Lieve-Vrouw-Hemelvaart (Assomption de Notre-Dame)     |                         | Rachecourt               | Aubange  |                      |
| Sint-Niklaas (Saint-Nicolas)                               |                         | Battincourt              | Aubange  |                      |
| Unité pastorale Messancy                                   |                         |                          |          |                      |
| Sint-Hilarius (Saint-Hilaire)                              |                         | Habergy                  | Messancy |                      |
| Heilig Kruis (Sainte-Croix)                                |                         | Wolkrange                | Messancy |                      |
| Sint-Remaclus (Saint-Remacle)                              |                         | Hondelange               | Messancy | Église Saint-Remacle |
| Sint-Hubertus (Saint-Hubert)                               |                         | Bébange                  | Messancy |                      |
| Sint-Hubertus (Saint-Hubert)                               |                         | Turpange                 | Messancy |                      |
| Sint-Odilia (Sainte-Odile)                                 |                         | Sélange                  | Messancy | Église Sainte-Odile  |
| Sint-Jakobus de Meerdere (Saint-Jacques-Majeur)            |                         | Messancy                 | Messancy |                      |
| Onbevlekte Maagd (Vierge Immaculée)                        | Messancy (hulpparochie) | Messancy                 | Messancy |                      |
| Sint-Michiel (Saint-Michel)                                |                         | Aix-sur-Cloie            | Aubange  | Église Saint-Michel  |
| Unité pastorale Aubange                                    |                         |                          |          |                      |
| Sint-Maarten (Saint-Martin)                                |                         | Guerlange                | Aubange  |                      |
| Sint-Lucas (Saint-Luc)                                     |                         | Longeau                  | Messancy |                      |
| Onze-Lieve-Vrouw van de Rozenkrans (Notre-Dame du Rosaire) |                         | Aubange                  | Aubange  |                      |
| Sint-Stefanus (Saint-Étienne)                              |                         | Athus                    | Aubange  |                      |
| Sint-Eligius (Saint-Éloi)                                  | Athus (kapelanij)       | Athus Quartier-Frontière | Aubange  |                      |

## Dekenaat Namen
Het dekenaat Namen omvat de gemeenten het grootste deel van de gemeente Namen en een deel van Profondeville.
| Parochie                                                            | Hoofdparochie            | Stad/dorp/wijk        | Gemeente      | Kerk                       |
| Unité pastorale Namur-Nord                                          |                          |                       |               |                            |
| Sint-Jozef (Saint-Joseph)                                           |                          | Daussoulx             | Namen         |                            |
| Sint-Niklaas (Saint-Nicolas)                                        |                          | Cognelée              | Namen         |                            |
| Onze-Lieve-Vrouw van de Carmel (Notre-Dame du Carmel)               |                          | Vedrin                | Namen         |                            |
| Onze-Lieve-Vrouw (Notre-Dame)                                       |                          | Gelbressée            | Namen         | Église Notre-Dame          |
| Sint-Apollonia (Sainte-Apolline)                                    |                          | Wartet                | Namen         |                            |
| Sint-Lambertus (Saint-Lambert)                                      |                          | Boninne               | Namen         | Église Saint-Lambert       |
| Sint-Vincentius a Paulo (Saint-Vincent de Paul)                     |                          | Beez                  | Namen         |                            |
| Sint-Catharina (Sainte-Catherine)                                   |                          | Champion              | Namen         |                            |
| Heilig-Hart en Sint-Carolus (Sacré-Cœur et Saint-Charles)           |                          | Les Comognes (Vedrin) | Namen         |                            |
| Onze-Lieve-Vrouw-Hemelvaart (Assomption de Notre-Dame)              |                          | Moulin-à-vent (Bouge) | Namen         |                            |
| Sint-Margaretha (Sainte-Marguerite)                                 |                          | Bouge                 | Namen         |                            |
| Onze-Lieve-Vrouw (Notre-Dame)                                       |                          | Marche-les-Dames      | Namen         |                            |
| Unité pastorale Namur-Centre                                        |                          |                       |               |                            |
| Sint-Vincentius a Paulo (Saint-Vincent de Paul)                     | Bomel (kapelanij)        | Transvaal             | Namen         |                            |
| Heilig Sacrament (Saint-Sacrement)                                  |                          | Bomel                 | Namen         |                            |
| Heilig Hart (Sacré-Cœur)                                            | Namen (kapelanij)        | Herbatte              | Namen         |                            |
| Sint-Jozef (Saint-Joseph)                                           |                          | Namen                 | Namen         | Église saint-Joseph        |
| Onze-Lieve-Vrouw en Sint-Niklaas (Notre-Dame et Saint-Nicolas)      |                          | Namen                 | Namen         |                            |
| Johannes de Doper en Sint-Lupus (Saint-Jean-Baptiste et Saint-Loup) |                          | Namen                 | Namen         | Église Saint-Jean-Baptiste |
| Sint-Jan Evangelist (Saint-Jean l'Évangéliste)                      |                          | Namen                 | Namen         |                            |
| Sint-Paulus (Saint-Paul)                                            |                          | Salzinnes             | Namen         |                            |
| Sint-Juliana (Sainte-Julienne)                                      |                          | Salzinnes             | Namen         |                            |
| Sint-Albertus (Saint-Albert)                                        | Salzinnes (hulpparochie) | Salzinnes             | Namen         |                            |
| Sint-Gerardus (Saint-Gérard)                                        | Salzinnes (hulpparochie) | Milieu du Monde       | Namen         |                            |
| Unité pastorale Namur-Meuse                                         |                          |                       |               |                            |
| Sint-Pietersbanden (Saint-Pierre-aux-Liens)                         |                          | La Plante             | Namen         |                            |
| Sint-Bellarminus (Saint-Bellarmin)                                  | Wépion (kapelanij)       | La Pairelle           | Namen         |                            |
| Sint-Magdalena (Sainte-Madeleine)                                   | Wépion (kapelanij)       | Malargne              | Namen         |                            |
| Onze-Lieve-Vrouw-Hemelvaart (Assomption de Notre-Dame)              |                          | Wépion                | Namen         |                            |
| Onze-Lieve-Vrouw-Hemelvaart (Assomption de Notre-Dame)              |                          | Fooz                  | Namen         |                            |
| Heilige Drievuldigheid (Sainte-Trinité)                             |                          | Rivière               | Profondeville |                            |
| Sint-Remigius (Saint-Remi)                                          |                          | Profondeville         | Profondeville |                            |

## Dekenaat Neufchâteau
Het dekenaat Neufchâteau omvat de gemeenten Neufchâteau, Léglise en Libramont-Chevigny.
| Parochie                                                            | Hoofdparochie                        | Stad/dorp/wijk        | Gemeente           | Kerk                                 |
| Unité pastorale Léglise                                             |                                      |                       |                    |                                      |
| Sint-Hubertus (Saint-Hubert)                                        |                                      | Volaiville            | Léglise            |                                      |
| Sint-Pieter (Saint-Pierre)                                          |                                      | Witry                 | Léglise            |                                      |
| Sint-Maarten (Saint-Martin)                                         |                                      | Ébly                  | Léglise            |                                      |
| Sint-Maarten (Saint-Martin)                                         |                                      | Léglise               | Léglise            |                                      |
| Sint-Blasius (Saint-Blaise)                                         |                                      | Thibessart            | Léglise            |                                      |
| Sint-Petrus en Paulus (Saints-Pierre-et-Paul)                       |                                      | Mellier               | Léglise            |                                      |
| Sint-Barbara (Sainte-Barbe)                                         |                                      | Les Fossés            | Léglise            |                                      |
| Sint-Quirinus (Saint-Quirin)                                        |                                      | Assenois              | Léglise            |                                      |
| Unité pastorale Neufchâteau                                         |                                      |                       |                    |                                      |
| Sint-Muno (Saint-Monon)                                             |                                      | Massul                | Neufchâteau        |                                      |
| Onze-Lieve-Vrouw (Notre-Dame)                                       |                                      | Namoussart            | Neufchâteau        |                                      |
| Onze-Lieve-Vrouw (Notre-Dame)                                       |                                      | Hamipré               | Neufchâteau        |                                      |
| Sint-Michiel (Saint-Michel)                                         |                                      | Neufchâteau           | Neufchâteau        | Église Saint-Michel                  |
| Sint-Stefanus (Saint-Étienne)                                       |                                      | Longlier              | Neufchâteau        | Église Saint-Étienne                 |
| Sint-Raymond (Saint-Raymond)                                        |                                      | Tronquoy              | Neufchâteau        |                                      |
| Sint-Bernardus (Saint-Bernard)                                      |                                      | Montplainchamps       | Neufchâteau        |                                      |
| Sint-Maarten (Saint-Martin)                                         |                                      | Warmifontaine         | Neufchâteau        | Église Saint-Fiacre                  |
| Sint-Theresia van het Kind Jezus (Sainte-Thérèse de l'Enfant Jésus) | Tournay (hulpparochie)               | Petitvoir             | Neufchâteau        |                                      |
| Sint-Fiacrius (Saint-Fiacre)                                        |                                      | Tournay               | Neufchâteau        | Église Saint-Fiacre                  |
| Onze-Lieve-Vrouw-Hemelvaart (Assomption de Notre-Dame)              |                                      | Grandvoir             | Neufchâteau        | Église de l'Assomption de Notre-Dame |
| Sint-Jozef (Saint-Joseph)                                           | Longlier (kapelanij)                 | Verlaine              | Neufchâteau        |                                      |
| Unité pastorale Libramont-Chevigny                                  |                                      |                       |                    |                                      |
| Sint-Eligius (Saint-Éloi)                                           |                                      | Neuvillers            | Libramont-Chevigny | Église Saint-Éloi                    |
| Sint-Raymond (Saint-Raymond)                                        | Neuvillers (kapelanij)               | Recogne               | Libramont-Chevigny | Église Saint-Raymond                 |
| Sint-Pietersbanden (Saint-Pierre-aux-Liens)                         |                                      | Saint-Pierre          | Libramont-Chevigny | Église Saint-Pierre-aux-Liens        |
| Onze-Lieve-Vrouw van de Ardennen (Notre-Dame des Ardennes)          | Libramont (hulpparochie)             | Libramont             | Libramont-Chevigny |                                      |
| Heilig Hart (Sacré-Cœur)                                            |                                      | Libramont             | Libramont-Chevigny | Église Sacré-Cœur                    |
| Onze-Lieve-Vrouw (Notre-Dame)                                       |                                      | Sainte-Marie-Chevigny | Libramont-Chevigny |                                      |
| Sint-Theresia van Lisieux (Sainte-Thérèse de Lisieux)               | Sainte-Marie-Chevigny (hulpparochie) | Ourt                  | Libramont-Chevigny | Église Sainte-Thérèse de Lisieux     |
| Sint-Rochus (Saint-Roch)                                            |                                      | Laneuville            | Libramont-Chevigny |                                      |
| Sint-Muno (Saint-Monon)                                             | Sainte-Marie-Chevigny (kapelanij)    | Bougnimont            | Libramont-Chevigny |                                      |

## Dekenaat Ourthe & Salm
Het dekenaat Ourthe & Salm omvat de gemeenten Houffalize, Gouvy en Vielsalm.
| Parochie                                                       | Hoofdparochie            | Stad/dorp/wijk | Gemeente   | Kerk                    |
| Unité pastorale Houffalize                                     |                          |                |            |                         |
| Sint-Margaretha (Sainte-Marguerite)                            |                          | Nadrin         | Houffalize |                         |
| Sint-Petrus en Lambertus (Sints-Pierre et Lambert)             |                          | Wibrin         | Houffalize |                         |
| Sint-Isidorus (Saint-Isidore)                                  | Wibrin (hulpparochie)    | Mormont        | Houffalize |                         |
| Sint-Urbanus (Saint-Urbain)                                    |                          | Dinez          | Houffalize |                         |
| Sint-Pieter (Saint-Pierre)                                     |                          | Mont           | Houffalize |                         |
| Sint-Jacob (Saint-Jacques)                                     | Taverneux (hulpparochie) | Fontenaille    | Houffalize |                         |
| Sint-Lambertus (Saint-Lambert)                                 |                          | Taverneux      | Houffalize |                         |
| Sint-Stefanus (Saint-Étienne)                                  |                          | Sommerain      | Houffalize |                         |
| Sint-Lucia (Sainte-Lucie)                                      | Sommerain (hulpparochie) | Brisy          | Houffalize |                         |
| Sint-Catharina (Sainte-Catherine)                              |                          | Houffalize     | Houffalize | Église Sainte-Catherine |
| Sint-Sebastianus (Saint-Sébastien)                             |                          | Cetturu        | Houffalize |                         |
| Sint-Joris (Saint-Georges)                                     |                          | Vissoule       | Houffalize |                         |
| Sint-Remigius (Saint-Remi)                                     |                          | Tavigny        | Houffalize |                         |
| Sint-Antonius (Saint-Antoine)                                  |                          | Bœur           | Houffalize | Église Saint-Antoine    |
| Sint-Hubertus (Saint-Hubert)                                   |                          | Buret          | Houffalize |                         |
| Sint-Gillis (Saint-Gilles)                                     |                          | Tailles        | Houffalize |                         |
| Unité pastorale Gouvy                                          |                          |                |            |                         |
| Sint-Paulus (Saint-Paul)                                       |                          | Steinbach      | Gouvy      | Église Saint-Paul       |
| Sint-Stefanus (Saint-Étienne)                                  |                          | Limerlé        | Gouvy      |                         |
| Sint-Lambertus (Saint-Lambert)                                 |                          | Rettigny       | Gouvy      |                         |
| Onze-Lieve-Vrouw (Notre-Dame)                                  |                          | Sterpigny      | Gouvy      |                         |
| Sint-Vincentius (Saint-Vincent)                                |                          | Cherain        | Gouvy      | Église Saint-Vincent    |
| Sint-Rochus (Saint-Roch)                                       |                          | Montleban      | Gouvy      |                         |
| Sint-Urbanus (Saint-Urbain)                                    |                          | Baclain        | Gouvy      |                         |
| Sint-Albinus (Saint-Aubin)                                     |                          | Gouvy          | Gouvy      | Église Saint-Aubin      |
| Onze-Lieve-Vrouw Hulp der Christenen (Notre-Dame Auxiliatrice) | Gouvy (kapelanij)        | Gouvy-Station  | Gouvy      |                         |
| Sint-Agatha (Sainte-Agathe)                                    |                          | Ourthe         | Gouvy      |                         |
| Sint-Antonius-Abt (Saint-Antoine, abbé)                        | Ourthe (kapelanij)       | Wathermal      | Gouvy      |                         |
| Sint-Lambertus (Saint-Lambert)                                 | Gouvy (kapelanij)        | Deiffelt       | Gouvy      | Chapelle Saint-Lambert  |
| Sint-Pieter (Saint-Pierre)                                     |                          | Beho           | Gouvy      | Église Saint-Pierre     |
| Sint-Eligius (Saint-Éloi)                                      |                          | Rogery         | Gouvy      |                         |
| Sint-Rochus (Saint-Roch)                                       | Bovigny (hulpparochie)   | Cierreux       | Gouvy      |                         |
| Sint-Maarten (Saint-Martin)                                    |                          | Bovigny        | Gouvy      |                         |
| Sint-Hubertus (Saint-Hubert)                                   | Bovigny (kapelanij)      | Courtil        | Gouvy      |                         |
| Unité pastorale Vielsalm                                       |                          |                |            |                         |
| Sint-Hilarius (Saint-Hilaire)                                  |                          | Fraiture       | Vielsalm   |                         |
| Sint-Benedictus (Saint-Benoît)                                 |                          | Regné          | Vielsalm   |                         |
| Sint-Remigius (Saint-Remi)                                     |                          | Bihain         | Vielsalm   |                         |
| Heilig Hart (Sacré-Cœur)                                       | Ottré (kapelanij)        | Hébronval      | Vielsalm   |                         |
| Sint-Severinus (Saint-Séverin)                                 |                          | Ottré          | Vielsalm   |                         |
| Sint-Brigida (Sainte-Brigitte)                                 | Ottré (kapelanij)        | Langlire       | Vielsalm   |                         |
| Sint-Petrus en Paulus (Saints-Pierre-et-Paul)                  |                          | Provedroux     | Vielsalm   |                         |
| Sint-Servatius (Saint-Servais)                                 |                          | Salmchâteau    | Vielsalm   |                         |
| Sint-Lucia (Sainte-Lucie)                                      |                          | Goronne        | Vielsalm   |                         |
| Sint-Gengulphus (Saint-Gengoul)                                |                          | Vielsalm       | Vielsalm   | Église Saint-Gengoul    |
| Sint-Isidorus (Saint-Isidore)                                  |                          | Neuville       | Vielsalm   |                         |
| Sint-Fiacrius (Saint-Fiacre)                                   | Neuville (kapelanij)     | Burtonville    | Vielsalm   |                         |
| Sint-Donatus (Saint-Donat)                                     |                          | Ville-du-Bois  | Vielsalm   | Église Saint-Donat      |
| Sint-Laurentius (Saint-Laurent)                                |                          | Grand-Halleux  | Vielsalm   |                         |
| Sint-Antonius (Saint-Antoine)                                  |                          | Petit-Thier    | Vielsalm   |                         |
| Sint-Anna (Sainte-Anne)                                        |                          | Commanster     | Vielsalm   |                         |

## Dekenaat Philippeville-Florennes
Het dekenaat Philippeville-Florennes omvat de gemeenten Florennes, een deel van Mettet, Philippeville, Doische, een deel van Hastière en een deel van Viroinval.
| Parochie                                                                  | Hoofdparochie                 | Stad/dorp/wijk    | Gemeente      | Kerk                                 |
| Unité pastorale Florennes                                                 |                               |                   |               |                                      |
| Sint-Maarten (Saint-Martin)                                               |                               | Flavion           | Florennes     |                                      |
| Sint-Pieter (Saint-Pierre)                                                |                               | Biesmerée         | Mettet        |                                      |
| Onze-Lieve-Vrouw Geboorte (Nativité de Notre-Dame)                        |                               | Stave             | Mettet        | Église de la Nativité de Notre-Dame  |
| Sint-Ragenfredis (Sainte-Remfroid)                                        |                               | Oret              | Mettet        |                                      |
| Sint-Maarten (Saint-Martin)                                               |                               | Morialmé          | Florennes     |                                      |
| Sint-Gengulphus (Saint-Gengulphe)                                         |                               | Florennes         | Florennes     | Église Saint-Gengulphe               |
| Sint-Albinus van Angers (Saint-Aubin)                                     |                               | Saint-Aubin       | Florennes     | Église Saint-Aubin                   |
| Sint-Paulus (Saint-Paul)                                                  |                               | Chaumont          | Florennes     |                                      |
| Sint-Remigius (Saint-Remi)                                                |                               | Hemptinne         | Florennes     |                                      |
| Unité pastorale Romedenne                                                 |                               |                   |               |                                      |
| Sint-Quintinus (Saint-Quentin)                                            |                               | Corenne           | Florennes     |                                      |
| Sint-Remigius (Saint-Remi)                                                |                               | Rosée             | Florennes     |                                      |
| Sint-Alexander (Saint-Alexandre)                                          |                               | Morville          | Florennes     |                                      |
| Sint-Remigius (Saint-Remi)                                                |                               | Villers-le-Gambon | Philippeville |                                      |
| Sint-Genoveva (Sainte-Geneviève)                                          | Villers-le-Gambon (kapelanij) | Vodecée           | Philippeville | Église Sainte-Geneviève              |
| Sint-Maarten (Saint-Martin)                                               |                               | Franchimont       | Philippeville |                                      |
| Sint-Follianus (Saint-Feuillen)                                           |                               | Omezée            | Philippeville |                                      |
| Sint-Lambertus (Saint-Lambert)                                            |                               | Surice            | Philippeville |                                      |
| Sint-Pieter (Saint-Pierre)                                                |                               | Romedenne         | Philippeville | Église Saint-Pierre                  |
| Sint-Columba (Sainte-Colombe)                                             |                               | Soulme            | Doische       |                                      |
| Sint-Gorik (Saint-Géry)                                                   |                               | Gochenée          | Doische       | Église Saint-Géry                    |
| Onze-Lieve-Vrouw Onbevlekt Ontvangen (Immaculée Conception de Notre-Dame) |                               | Vodelée           | Doische       |                                      |
| Sint-Joris (Saint-Georges)                                                |                               | Agimont           | Hastière      |                                      |
| Sint-Niklaas (Saint-Nicolas)                                              | Agimont (kapelanij)           | Heer-Agimont      | Hastière      |                                      |
| Unité pastorale Philippeville                                             |                               |                   |               |                                      |
| Sint-Maarten (Saint-Martin)                                               |                               | Jamagne           | Philippeville |                                      |
| Sint-Eligius (Saint-Éloi)                                                 | Jamagne (hulpparochie)        | Jamiolle          | Philippeville |                                      |
| Sint-Philippus (Saint-Philippe)                                           |                               | Philippeville     | Philippeville | Église Saint-Philippe                |
| Sint-Medardus (Saint-Médard)                                              | Neuville (hulpparochie)       | Samart            | Philippeville | Église Saint-Médard                  |
| Johannes de Doper (Saint-Jean-Baptiste)                                   |                               | Neuville          | Philippeville |                                      |
| Sint-Lambertus (Saint-Lambert)                                            |                               | Sautour           | Philippeville |                                      |
| Sint-Niklaas (Saint-Nicolas)                                              |                               | Merlemont         | Philippeville |                                      |
| Onze-Lieve-Vrouw (Notre-Dame)                                             |                               | Sart-en-Fagne     | Philippeville |                                      |
| Sint-Michiel (Saint-Michel)                                               |                               | Villers-en-Fagne  | Philippeville |                                      |
| Sint-Laurentius (Saint-Laurent)                                           |                               | Matagne-la-Grande | Doische       |                                      |
| Sint-Remigius (Saint-Remi)                                                |                               | Matagne-la-Petite | Doische       | Église Saint-Remi                    |
| Sint-Remigius (Saint-Remi)                                                |                               | Romerée           | Doische       | Église Saint-Remi                    |
| Sint-Servatius (Saint-Servais)                                            |                               | Gimnée            | Doische       |                                      |
| Sint-Joris (Saint-Georges)                                                |                               | Doische           | Doische       | Église Saint-Georges                 |
| Sint-Pieter (Saint-Pierre)                                                |                               | Vaucelles         | Doische       |                                      |
| Onze-Lieve-Vrouw-Hemelvaart (Assomption de Notre-Dame)                    |                               | Niverlée          | Doische       | Église de l'Assomption de Notre-Dame |
| Onze-Lieve-Vrouw (Notre-Dame)                                             |                               | Mazée             | Viroinval     |                                      |
| Sint-Valerius en Rufinus (Saints-Valère et Ruffin)                        |                               | Treignes          | Viroinval     | Église des Saints-Valère et Ruffin   |

## Dekenaat Rochefort
Het dekenaat Rochefort omvat de gemeenten Rochefort, Tellin en een deel van Ciney.
| Parochie                                                            | Hoofdparochie               | Stad/dorp/wijk     | Gemeente  | Kerk                                  |
| Unité pastorale Tellin                                              |                             |                    |           |                                       |
| Sint-Denijs (Saint-Denis)                                           |                             | Grupont            | Tellin    | Église Saint-Denis                    |
| Sint-Lambertus (Saint-Lambert)                                      |                             | Bure               | Tellin    |                                       |
| Sint-Lambertus (Saint-Lambert)                                      |                             | Tellin             | Tellin    | Église Saint-Lambert                  |
| Onze-Lieve-Vrouw (Notre-Dame)                                       |                             | Resteigne          | Tellin    |                                       |
| Sint-Laurentius (Saint-Laurent)                                     | Resteigne (kapelanij)       | Belvaux            | Rochefort | Chapelle Saint-Laurent                |
| Unité pastorale Rochefort                                           |                             |                    |           |                                       |
| Sint-Pieter (Saint-Pierre)                                          |                             | Wavreille          | Rochefort |                                       |
| Sint-Margaretha (Sainte-Marguerite)                                 |                             | Jemelle            | Rochefort | Église Sainte-Marguerite              |
| Onze-Lieve-Vrouw Bezoeking (Visitation de Notre-Dame)               |                             | Rochefort          | Rochefort | Église de la Visitation de Notre-Dame |
| Sint-Theresia van het Kind Jezus (Sainte-Thérèse de l'Enfant Jésus) | Rochefort (hulpparochie)    | La Briqueterie     | Rochefort |                                       |
| Sint-Lambertus (Saint-Lambert)                                      | Rochefort (kapelanij)       | Havrenne           | Rochefort |                                       |
| Unité pastorale Han-sur-Lesse                                       |                             |                    |           |                                       |
| Sint-Hubertus (Saint-Hubert)                                        |                             | Han-sur-Lesse      | Rochefort | Église Saint-Hubert                   |
| Sint-Michiel (Saint-Michel)                                         |                             | Ave-et-Auffe       | Rochefort | Église Saint-Michel                   |
| Sint-Lambertus (Saint-Lambert)                                      | Ave-et-Auffe (hulpparochie) | Auffe              | Rochefort | Église Saint-Lambert                  |
| Sint-Maarten (Saint-Martin)                                         |                             | Éprave             | Rochefort |                                       |
| Sint-Margaretha (Sainte-Marguerite)                                 | Éprave (kapelanij)          | Lessive            | Rochefort |                                       |
| Sint-Remigius (Saint-Remi)                                          |                             | Lavaux-Sainte-Anne | Rochefort |                                       |
| Sint-Lambertus (Saint-Lambert)                                      |                             | Villers-sur-Lesse  | Rochefort |                                       |
| Unité pastorale Haversin                                            |                             |                    |           |                                       |
| Sint-Remigius (Saint-Remi)                                          |                             | Mont-Gauthier      | Rochefort | Église Saint-Remi                     |
| Sint-Bartholomeus (Saint-Barthélemy)                                |                             | Frandeux           | Rochefort |                                       |
| Sint-Laurentius (Saint-Laurent)                                     |                             | Buissonville       | Rochefort |                                       |
| Sint-Pieter (Saint-Pierre)                                          | Buissonville (kapelanij)    | Forzée             | Rochefort |                                       |
| Heilige Drievuldigheid (Sainte-Trinité)                             |                             | Serinchamps        | Ciney     |                                       |
| Sint-Adelinus (Saint-Adelin)                                        |                             | Haversin           | Ciney     |                                       |
| Sint-Pieter (Saint-Pierre)                                          | Haversin (kapelanij)        | Haid               | Ciney     |                                       |

## Dekenaat Saint-Hubert
Het dekenaat Saint-Hubert omvat de gemeenten Saint-Hubert, een deel van Libramont-Chevigny en Libin.
| Parochie                                                       | Hoofdparochie               | Stad/dorp/wijk    | Gemeente           | Kerk                                                       |
| Unité pastorale Bras                                           |                             |                   |                    |                                                            |
| Sint-Stefanus (Saint-Étienne)                                  |                             | Rondu             | Libramont-Chevigny |                                                            |
| Sint-Pieter (Saint-Pierre)                                     |                             | Remagne           | Libramont-Chevigny | Église Saint-Pierre                                        |
| Sint-Juliana (Sainte-Julienne)                                 |                             | Jenneville        | Libramont-Chevigny | Église Sainte-Julienne                                     |
| Sint-Hubertus (Saint-Hubert)                                   | Jenneville (kapelanij)      | Bonnerue          | Libramont-Chevigny | Église Saint-Hubert                                        |
| Sint-Lucia (Sainte-Lucie)                                      |                             | Freux             | Libramont-Chevigny |                                                            |
| Sint-Catharina (Sainte-Catherine)                              |                             | Bras              | Libramont-Chevigny | Église Sainte-Catherine                                    |
| Sint-Maarten (Saint-Martin)                                    | Bras (kapelanij)            | Séviscourt        | Libramont-Chevigny |                                                            |
| Unité pastorale Saint-Hubert                                   |                             |                   |                    |                                                            |
| Onze-Lieve-Vrouw (Notre-Dame)                                  |                             | Vesqueville       | Saint-Hubert       |                                                            |
| Sint-Ursmarus (Saint-Ursmar)                                   |                             | Hatrival          | Saint-Hubert       |                                                            |
| Sint-Hubertus (Saint-Hubert)                                   |                             | Saint-Hubert      | Saint-Hubert       | Église Saint-Hubert of Basilique des Saints-Pierre et Paul |
| Sint-Gillis (Saint-Gilles)                                     | Saint-Hubert (hulpparochie) | Saint-Hubert      | Saint-Hubert       | Église Saint-Gilles                                        |
| Sint-Maarten (Saint-Martin)                                    | Arville (hulpparochie)      | Lorcy             | Saint-Hubert       | Église Saint-Martin                                        |
| Sint-Paulus (Saint-Paul)                                       |                             | Arville           | Saint-Hubert       | Église Saint-Paul                                          |
| Sint-Rochus (Saint-Roch)                                       |                             | Mirwart           | Saint-Hubert       | Église Saint-Roch                                          |
| Sint-Maarten (Saint-Martin)                                    |                             | Awenne            | Saint-Hubert       | Église Saint-Martin                                        |
| Unité pastorale Libin                                          |                             |                   |                    |                                                            |
| Sint-Margaretha (Sainte-Marguerite)                            |                             | Smuid             | Libin              | Église Sainte-Marguerite                                   |
| Sint-Aloysius Gonzaga (Saint-Louis de Gonzague)                | Smuid (kapelanij)           | Poix-Saint-Hubert | Saint-Hubert       |                                                            |
| Onze-Lieve-Vrouw van de Carmel (Notre-Dame du Carmel)          |                             | Libin             | Libin              | Église Notre-Dame du Carmel                                |
| Johannes de Doper (Saint-Jean-Baptiste)                        | Villance (kapelanij)        | Glaireuse         | Libin              |                                                            |
| Heilig Sacrament (Saint-Sacrement)                             |                             | Villance          | Libin              | Église du Saint-Sacrament                                  |
| Sint-Cecilia (Sainte-Cécile)                                   |                             | Anloy             | Libin              | Église Sainte-Cécile                                       |
| Sint-Hadelinus (Saint-Hadelin)                                 |                             | Maissin           | Paliseul           | Église Saint-Hadelin                                       |
| Sint-Maarten (Saint-Martin)                                    |                             | Transinne         | Libin              | Église Saint-Martin                                        |
| Sint-Hubertus (Saint-Hubert)                                   |                             | Redu              | Libin              | Église Saint-Hubert                                        |
| Onze-Lieve-Vrouw Hulp der Christenen (Notre-Dame Auxiliatrice) | Redu (kapelanij)            | Lesse             | Libin              |                                                            |
| Sint-Andries (Saint-André)                                     |                             | Ochamps           | Libin              |                                                            |

## Dekenaat Saint-Servais
Het dekenaat Saint-Servais omvat de gemeenten La Bruyère, Floreffe en een deel van Namen.
| Parochie                                                   | Hoofdparochie             | Stad/dorp/wijk         | Gemeente   | Kerk                   |
| Unité pastorale La Bruyère                                 |                           |                        |            |                        |
| Onze-Lieve-Vrouw (Notre-Dame)                              |                           | Meux                   | La Bruyère |                        |
| Sint-Maarten (Saint-Martin)                                |                           | Warisoulx              | La Bruyère |                        |
| Sint-Joris (Saint-Georges)                                 |                           | Villers-lez-Heest      | La Bruyère |                        |
| Sint-Denijs (Saint-Denis)                                  |                           | Saint-Denis            | La Bruyère | Église Saint-Denis     |
| Sint-Lambertus (Saint-Lambert)                             |                           | Émines                 | La Bruyère | Église Saint-Lambert   |
| Sint-Niklaas (Saint-Nicolas)                               |                           | Bovesse                | La Bruyère |                        |
| Sint-Desiderius (Saint-Didier)                             |                           | Rhisnes                | La Bruyère | Église Saint-Didier    |
| Unité pastorale Saint-Servais                              |                           |                        |            |                        |
| Sint-Antonius van Padua (Saint-Antoine de Padoue)          |                           | Saint-Marc             | Namen      |                        |
| Heilig Kruis (Sainte-Croix)                                |                           | Saint-Servais          | Namen      |                        |
| Onze-Lieve-Vrouw van Lourdes (Notre-Dame de Lourdes)       | Saint-Servais (kapelanij) | Fonds de Saint-Servais | Namen      |                        |
| Heilig Hart (Sacré-Cœur)                                   |                           | Saint-Servais          | Namen      | Église Sacré-Cœur      |
| Sint-Jozef (Saint-Joseph)                                  |                           | Belgrade               | Namen      | Église Saint-Joseph    |
| Onze-Lieve-Vrouw (Notre-Dame)                              |                           | Flawinne               | Namen      |                        |
| Onze-Lieve-Vrouw van Beauraing (Notre-Dame de Beauraing)   | Flawinne (kapelanij)      | Comognes (Flawinne)    | Namen      |                        |
| Sint-Maternus (Saint-Materne)                              |                           | Suarlée                | Namen      |                        |
| Sint-Hilarius (Saint-Hilaire)                              |                           | Temploux               | Namen      | Église Saint-Hilaire   |
| Unité pastorale Floreffe                                   |                           |                        |            |                        |
| Sint-Gertrudis (Sainte-Gertrude)                           |                           | Floriffoux             | Floreffe   | Église Sainte-Gertrude |
| Onze-Lieve-Vrouw van Lourdes (Notre-Dame de Lourdes)       | Malonne (hulpparochie)    | Gros-Buisson           | Namen      |                        |
| Sint-Bertuinus (Saint-Berthuin)                            |                           | Malonne                | Namen      |                        |
| Sint-Philomena (Sainte-Philomène)                          | Malonne (hulpparochie)    | Curnolo-Le Piroy       | Namen      |                        |
| Sint-Ghislenus (Saint-Ghislain)                            |                           | Buzet                  | Floreffe   |                        |
| Sint-Jozef (Saint-Joseph)                                  |                           | Sovimont               | Floreffe   |                        |
| Onze-Lieve-Vrouw van de Rozenkrans (Notre-Dame du Rosaire) |                           | Floreffe               | Floreffe   |                        |
| Sint-Amandus (Saint-Amand)                                 |                           | Soye                   | Floreffe   | Église Saint-Amand     |
| Sint-Agatha (Sainte-Agathe)                                |                           | Franière               | Floreffe   |                        |
| Onze-Lieve-Vrouw van Beauraing (Notre-Dame de Beauraing)   | Franière (hulpparochie)   | Deminche-Trémouroux    | Floreffe   |                        |

## Dekenaat Virton
Het dekenaat Virton omvat de gemeenten Meix-devant-Virton, Rouvroy, Virton, Saint-Léger en een deel van Musson.
| Parochie                                      | Hoofdparochie              | Stad/dorp/wijk     | Gemeente           | Kerk                 |
| Unité pastorale Meix-devant-Virton            |                            |                    |                    |                      |
| Johannes de Doper (Saint-Jean-Baptiste)       |                            | Limes              | Meix-devant-Virton |                      |
| Sint-Andries (Saint-André)                    |                            | Gérouville         | Meix-devant-Virton |                      |
| Sint-Bernardus (Saint-Bernard)                |                            | Meix-devant-Virton | Meix-devant-Virton |                      |
| Sint-Maarten (Saint-Martin)                   |                            | Robelmont          | Meix-devant-Virton |                      |
| Sint-Mauritius (Saint-Maurice)                |                            | Sommethonne        | Meix-devant-Virton |                      |
| Sint-Hubertus (Saint-Hubert)                  |                            | Villers-la-Loue    | Meix-devant-Virton |                      |
| Sint-Joris (Saint-Georges)                    |                            | Dampicourt         | Rouvroy            |                      |
| Sint-Rochus (Saint-Roch)                      | Montquintin (hulpparochie) | Couvreux           | Rouvroy            |                      |
| Sint-Quintinus (Saint-Quentin)                |                            | Montquintin        | Rouvroy            | Église Saint-Quentin |
| Sint-Maarten (Saint-Martin)                   |                            | Rouvroy            | Rouvroy            |                      |
| Sint-Niklaas (Saint-Nicolas)                  |                            | Lamorteau          | Rouvroy            |                      |
| Sint-Maarten (Saint-Martin)                   |                            | Torgny             | Rouvroy            | Église Saint-Martin  |
| Unité pastorale Virton                        |                            |                    |                    |                      |
| Sint-Laurentius (Saint-Laurent)               |                            | Virton             | Virton             | Église Saint-Laurent |
| Sint-Medardus (Saint-Médard)                  |                            | Saint-Mard         | Virton             |                      |
| Sint-Maarten (Saint-Martin)                   | Saint-Mard (kapelanij)     | Vieux-Virton       | Virton             |                      |
| Sint-Pieter (Saint-Pierre)                    |                            | Chenois            | Virton             |                      |
| Sint-Maarten (Saint-Martin)                   |                            | Latour             | Virton             |                      |
| Sint-Petrus en Paulus (Saints-Pierre-et-Paul) |                            | Ethe               | Virton             |                      |
| Sint-Jozef (Saint-Joseph)                     | Ethe (hulpparochie)        | Belmont            | Virton             |                      |
| Sint-Maarten (Saint-Martin)                   |                            | Bleid              | Virton             |                      |
| Sint-Rochus (Saint-Roch)                      | Bleid (kapelanij)          | Gomery             | Virton             |                      |
| Onze-Lieve-Vrouw (Notre-Dame)                 |                            | Signeulx           | Musson             |                      |
| Sint-Remigius (Saint-Remy)                    |                            | Saint-Remy         | Virton             |                      |
| Sint-Genesius (Saint-Genest)                  |                            | Ruette             | Virton             |                      |
| Heilig Hart (Sacré-Cœur)                      | Ruette (kapelanij)         | Grandcour          | Virton             |                      |
| Unité pastorale Saint-Léger                   |                            |                    |                    |                      |
| Sint-Leodegarius (Saint-Léger)                |                            | Saint-Léger        | Saint-Léger        | Église Saint-Léger   |
| Sint-Pieter (Saint-Pierre)                    |                            | Châtillon          | Saint-Léger        |                      |
| Sint-Lucas (Saint-Luc)                        |                            | Meix-le-Tige       | Saint-Léger        |                      |

## Dekenaat Walcourt
Het dekenaat Walcourt omvat de gemeenten Walcourt, een deel van Florennes en Cerfontaine.
| Parochie                                      | Hoofdparochie            | Stad/dorp/wijk       | Gemeente    | Kerk                         |
| Unité pastorale Somzée                        |                          |                      |             |                              |
| Sint-Christoffel (Saint-Christophe)           |                          | Hanzinelle           | Florennes   |                              |
| Sint-Joris (Saint-Georges)                    |                          | Hanzinne             | Florennes   |                              |
| Sint-Maarten (Saint-Martin)                   |                          | Tarcienne            | Walcourt    | Église Saint-Martin          |
| Sint-Pieter (Saint-Pierre)                    |                          | Thy-le-Bauduin       | Florennes   |                              |
| Sint-Mauritius (Saint-Maurice)                |                          | Somzée               | Walcourt    |                              |
| Sint-Remigius (Saint-Remi)                    |                          | Gourdinne            | Walcourt    |                              |
| Sint-Lambertus (Saint-Lambert)                |                          | Laneffe              | Walcourt    | Église Saint-Lambert         |
| Sint-Remigius (Saint-Remi)                    |                          | Fraire               | Walcourt    |                              |
| Onze-Lieve-Vrouw (Notre-Dame)                 | Fraire (hulpparochie)    | Fairoul              | Walcourt    | Église Notre-Dame            |
| Sint-Remigius (Saint-Remi)                    |                          | Yves-Gomezée         | Walcourt    |                              |
| Unité pastorale Walcourt                      |                          |                      |             |                              |
| Sint-Maternus (Saint-Materne)                 |                          | Walcourt             | Walcourt    | Église Saint-Materne         |
| Sint-Andries (Saint-André)                    | Walcourt (hulpparochie)  | Vogenée              | Walcourt    |                              |
| Sint-Maarten (Saint-Martin)                   |                          | Chastrès             | Walcourt    |                              |
| Sint-Ragenfredis (Sainte-Remfroid)            |                          | Pry                  | Walcourt    |                              |
| Sint-Petrus en Paulus (Saints-Pierre-et-Paul) |                          | Thy-le-Château       | Walcourt    | Église Saints-Pierre-et-Paul |
| Sint-Margaretha (Sainte-Marguerite)           |                          | Berzée               | Walcourt    |                              |
| Onze-Lieve-Vrouw (Notre-Dame)                 |                          | Rognée               | Walcourt    |                              |
| Sint-Follianus (Saint-Feuillen)               | Castillon (hulpparochie) | Mertenne             | Walcourt    |                              |
| Onze-Lieve-Vrouw (Notre-Dame)                 | Castillon (kapelanij)    | Fontenelle           | Walcourt    |                              |
| Sint-Maarten (Saint-Martin)                   |                          | Castillon            | Walcourt    |                              |
| Sint-Pietersbanden (Saint-Pierre-aux-Liens)   |                          | Clermont             | Walcourt    |                              |
| Unité pastorale Cerfontaine                   |                          |                      |             |                              |
| Sint-Anna (Sainte-Anne)                       |                          | Silenrieux           | Cerfontaine |                              |
| Sint-Vedastus (Saint-Vaast)                   |                          | Daussois             | Cerfontaine | Église Saint-Vaast           |
| Sint-Pieter (Saint-Pierre)                    |                          | Villers-Deux-Églises | Cerfontaine |                              |
| Sint-Maarten (Saint-Martin)                   |                          | Senzeille            | Cerfontaine |                              |
| Sint-Andries (Saint-André)                    |                          | Soumoy               | Cerfontaine |                              |
| Sint-Lambertus (Saint-Lambert)                |                          | Cerfontaine          | Cerfontaine | Église Saint-Lambert         |